# ボード・ウォー・シミュレーションゲーム のタイトル一覧
ボード・ウォー・シミュレーションゲームのタイトル一覧。
基本的に商業ベースで出版・発売された作品名を記載した。ヴァリアント、エキスパンションキットなども記載した。
- A
- B
- C
- D
- E
- F
- G
- H
- I
- J
- K
- L
- M
- N
- O
- P
- Q
- R
- S
- T
- U
- V
- W
- X
- Y
- Z

| 目次 | 目次 | 目次 | 目次 | 目次 | 目次 | 目次 | 目次 | 目次 | 目次 | 目次 |
| ---- | ---- | ---- | ---- | ---- | ---- | ---- | ---- | ---- | ---- | ---- |
| わ   | ら   | や   | ま   | は   |      | な   | た   | さ   | か   | あ   |
|      | り   |      | み   | ひ   |      | に   | ち   | し   | き   | い   |
| を   | る   | ゆ   | む   | ふ   |      | ぬ   | つ   | す   | く   | う   |
|      | れ   |      | め   | へ   |      | ね   | て   | せ   | け   | え   |
| ん   | ろ   | よ   | も   | ほ   |      | の   | と   | そ   | こ   | お   |

## 0
- 『0079』(TDF(同人),2013)-機動戦士ガンダム(1st)戦略級

## 1
- 1776 (The Avalon Hill Game Company(AH),1974) - 1776 (ホビージャパン(HJ),198x) ;『アメリカ独立戦争』(木屋通商, 198x)
- 1805: Sea of Glory (GMT,2009) - 『1805:栄光の海』(クロノノーツゲーム;ボードウォーク,2009)
- 1809: Napoleon's Danube Campaign (Victory Games(VG)),1984) - 『1809』(HJ - タクテクス#33,#34 , 1986) - 翻訳ルール
- 1809(The Seven Days of 1809) (Operational Studies Group,?) - 『セブンデイズ』(ボードウォーク,2011) - 1809年のバイエルンにおけるオーストリア軍とフランス軍との戦い
- 1813:諸国民戦争(シミュレーションジャーナル - (ゲームジャーナル(GJ))#28,2008)
- 1879-83(The War of the Pacific Chile v. Bolivia & Peru 1879-83) (Decision Games - S&T#282,2013) - 『太平洋戦争:チリ vs ボリビア、1879-83』(ボードウォーク,2013)
- The 1911 Revolution of China (TwoPlus Games,2011) - 『辛亥革命』( a-gameshop , 2014)
- 1914: The Glory's End (XTR - command #29,1994) - 『1914: The Glory's End』(国際通信社(国通) - コマンドマガジン日本版(CMJ)#30,2000)
- 1914: Twilight in the East (GMT,2007) - 『Twilight in the East』(クロノノーツ ゲーム)
- 1918: Storm in the West (XTR - command #16,1992) - 『1918: Storm in the West』 (国通-CMJ#08,1996)
- 1936-37(Rhinelant War) (Decision Games - World at War #21,2011) - 『ラインラント戦争』(ボードウォーク,2011)
- 1940 (Games Designers Workshop(GDW),1980) - 『1940』 (国通-CMJ#38,2001)
- 1940: What If Germany Went East? (Decision Games - World at War#12,2010) - 『1940: What If ?』(国通-CMJ#103,2012)
- 1941 (GDW,1981) - 『1941』 (国通-CMJ#45,2002)
- 1942～Japan's opening move in the Pacific War～(GDW,1978) - 1942 (国通-CMJ#57,2004) - 120シリーズ
- 『1948: 日独最終決戦』(国通 - CMJ別冊#19,20xx) - Mississippi Banzai（XTR,1990）+ Black Gold（XTR,1990）

## 2
- 『2192: Invasion Earth』(盆栽ゲームズ(同人),2012,2013(再版、打ち抜きカウンター)) - 宇宙戦艦ヤマト：ガミラス帝国の太陽系侵略から宇宙戦艦ヤマト完成までの期間を扱う戦略級ゲーム
- 2nd El Alemein (TwoBuckGames-2013) - 『Gazala & 2nd El Alamein』(ボードウォーク(同人委託),2013)
- 2nd Fleet (VG, 1986) - 『2nd Fleet』(HJ,198x)

## 4
- 48th Panzerkorps (Pacific Rim - Counterattack#3,1991) - 『第48装甲軍団の死闘』(国通 - CMJ#17,1997)

## 5
- 5th Fleet (VG , 1989) - 『第5艦隊』( HJ - 季刊タクテクス #2 翻訳ルール,1990)

## 7
- 7 Ages (Australian Design Group,2004) - 『7 Ages〜人類史6000年〜』(ボードウォーク)
- 7th Fleet (VG,1987) - 『第7艦隊』(HJ,198x)

## 8
- 8th Army:Operation Crusader (GDW,1984) - 『8th Army:Operation Crusader』(CMJ#53,2003)

## A
- Aachen: First to Fall (Decision Games,2010) - 『アーヘン : 最初の陥落』(ボードウォーク,201?) - Folio Series
- Aces High (World Wide Wargames (3W) - The Wargamer#12,1979) - 『ブルーマックス』:The Blue Max(HJ,1984)
- Acquire (3M,1962;AH,1976,1993,1995 ; AH/Hasbro ,1999,2008;Dujardin;Grow Jogos e Brinquedos ; Schmidt ; Smart Games ; Colombia) - 『アクワイアー』( HJ, 198x ; 木屋通商, 198x)
- Advanced Squad Leader (AH,1982 ; MMP,2001) - 『アドバンストスコードリーダー』( HJ,198x )
- 『Aegean Fleet』 (ボードウォーク(同人), 2011)) - Victory Games社の「Fleetシリーズ」のシステムを流用したゲーム
- The African Campaign (en:Jedko Games,1973;TSR,1977) - 『アフリカン・キャンペーン』(国通 - CMJ#31,2000;Command Best#5,2004)
- 『African Fleet』(ボードウォーク-同人,2012) - VG社の「Fleetシリーズ」システム流用ゲーム
- Afrika Korps (AH ,1964, 1965,1977) - 『ドイツアフリカ軍団』 (HJ,198x);『ロンメル・アフリカ軍団』(木屋通商,198x)
- 『Afrika!』(EX-178(中黒靖の同人誌),Bon Sai Games#1,2013)
- Afrika Korps: Decision in the Desert, 1941-42 ( Decision Games - World at War# 11,2010 ) - 『アフリカ軍団』( ボードウォーク , 2010)
- After the Holocaust(SPI,1977)
- Age of Napoleon (Phalanx Games,2003;Mayfair Games,2007) - 『エイジ・オブ・ナポレオン』( ボードウォーク ,200x)
- Age of Renaissance (AH,1996) - 『エイジ オブ ルネッサンス』(ボードウォーク)
- Air Assault on Crete (AH,1978) - クレタ島降下作戦 (HJ,198x)
- Air Force ( Battleline , 1977 ; AH,1980) - ヨーロッパ上空の戦い (HJ,198x)
- Air Force Dauntless Expansion Kit ( Battleline , 1978 ; AH, 19xx ) - 『エクスパンションキット』( HJ, 198x )
- Air Superiority (GDW, 1986) - 『エア・スペリアリティー』 (HJ,198x)
- Air War (SPI,1977,1979 ; TSR/SPI,1983) - 『空戦マッハの戦い』(HJ,198x)
- The Alamo (SPI,1981 ) - 『アラモ』( HJ - タクテクス#53 , 1988)
- Albion 20 ( Victory Point Games) - 『アルビオン 20』(ボードウォーク) -仮想戦 トラファルガーの海戦でフランスが勝利しイギリス上陸を果たすゲーム
- Aleutians Campaign (Schutze Games,2007) - 『アリューシャン・キャンペーン』(国通 - CMJ#88,2009)
- Alexander the Great (GuidonGames,1971;AH,1975) - 『アレキサンダー大王』(HJ,198x;木屋通商,198x)
- Alexander the Great (Phalanx Games, 2005;Mayfair Games,?) - 『アレキサンダー・ザ・グレート』( ボードウォーク, 200? )
- Alamein:History's Turning Point, 1942 (avalanchepress.,2006) - 『Alamein』(クロノノーツ ゲーム) - World War Two Battles Series
- Alpha Omega ( Battleline , 1977 ; AH, 1982 ) - 『アルファオメガ』( HJ, 198x )
- AMBUSH! (VG,1983) - 『アンブッシュ!』 (HJ,1985)
- AMBUSH!MOVE OUT (VG,1984) - 『アンブッシュ!ムーブアウト』 (HJ,1986)
- AMBUSH!PURPLE HEART (VG,1985) - 『アンブッシュ!パープルハート』 (HJ,1986)
- The American Revolution: Decision in North America ( Decision Games - S & T #270 ,2011 ) - 『アメリカ独立戦争： デシジョン・イン・ノース・アメリカ』(ボードウォーク ; a-gameshop)
- Amoeba Wars (AH,1981) - 『アメーバウォーズ』 (HJ,198x)
- 『Andaman Fleet』(ボードウォーク(同人委託),2013) -マラッカ海峡からインド東岸地域における中国・ミャンマーvsインド・ASEAN諸国と軍事衝突を扱う。ゲームシステムじゃ、Victory Games社「Fleetシリーズ」
- Angola! (Multi-Man Publishing,1988) - 『アンゴラ』(サンセットゲームズ,2012)
- Antietam(DDH Games,2010) - 『アンティータムの戦い』(国通 - CMJ#113,2013) - 同社ゲティスバーグ会戦同梱
- Antietam: Burnished Rows of Steel (XTR - command magazine#22,1993) - 『アンティータムの戦い』(国通 - CMJ#59,2004)
- Anzio (AH, 1969, 1971, 1974, 1978) - 『アンツィオ上陸作戦』(HJ,198x;木屋通商,198x)
- Anzio Cassino (Worthington Games, 2010) - 『Worthington Games』( ボードウォーク, 2010 ) - Battle Command Series
- 『The Arab- Israel Fleet』(同人誌,2012,篠原史也) - VG社「Fleetシリーズ」システムで現代海空戦ゲーム。中東諸国、アメリカ、ソビエト、EU諸国。
- Arab-Israeli Wars (AH,1977) - 『アラブイスラエル戦』( HJ, 198x ) ;『中東戦争』( 木屋通商, 198x ) - パンツァーブリッツ、パンツァーリーダーのシステムを用いて第二次中東戦争を取り扱う。
- 『Arabistan Fleet』(同人ゲーム,2011,篠原史也) - VG社「Fleetシリーズ」システム仕様の現代海空戦ゲーム。
- Arcola: The Battle for Italy, 1796 (Operational Studies Group(OSG),1979;AH,1983) - 『バトル・フォー・イタリー』(HJ,198x) - イタリア戦役 (1796-1797年)
- Army Group Center (3W,1993) - 『ドイツ中央軍集団 白ロシア電撃戦』(Six Angles - シックス・アングルズ#12 , 2010(完全版) ) - デザイナー： 山崎雅弘
- Army Group Narwa (Three Crowns Game Productions,2012) - 『激闘!ナルヴァ軍集団』(国通-CMJ#112,2013)
- Arnhem: The Farthest Bridge ( Decision Games , 2010 ) - 『アルンヘム:最も遠い橋』( ボードウォーク, 2010 )
- Ardennes 1944 (History&Colectors - Vae Victis#48,2003) - 『Ardennes 1944』(クロノノーツ ゲーム)
- 『Asean Fleet』 (ボードウォーク(同人ゲーム), 2011 ) - Victory Games社の「Fleetシリーズ」のシステムを流用したゲーム
- Asia Engulfed (GMT,2008) - 『Asia Engulfed』(クロノノーツ ゲーム)
- Aspern-Essling 1809 English Version (History&Colectors - Vae Victis別冊,2009) - 『Aspern-Essling 1809 English Version』(クロノノーツ ゲーム)
- Assult (AH,1983) - 『現代機甲戦』(HJ,1984) - Assault Series
- Assault on Leningrad (3W - War Gamer#14,1981) - 『突撃レニングラード』(HJ,198x)
- Asteroid (GDW,1980) - 『アステロイド』(HJ,198x;国通 - RPGamer#1,2003)
- Atlantic Wall (SPI,1978) - 『大西洋の壁』( HJ,1987 )
- ATS Basic Game II: Streets of Stalingrad(Critical Hits,2005) - ATS Basic Game II: Streets of Stalingrad(国通 - CMJ#66 ,2005)
- Au fil de l'épée (History&Colectors - Vae Victis#45,2002) - 『Au Fil De L'Epee』(クロノノーツ ゲーム) - Muret 1213(ミュレ), Bouvines 1214 (ブーヴィーヌの戦い), Lac Peïpous 1242(ペイプシ湖)[1] , Benevento 1266(ベネヴェントの戦い)
- 『Aura Fight』(TDF,2013) - 聖戦士ダンバイン戦術レベル戦闘ゲーム
- 『Aus dem traum－アルデンヌに散った夢－』(シミュレーションジャーナル - 旧GJ#46)
- Austerlitz 20 (Victory Point Games) - 『アウステルリッツ 20』(ボードウォーク)
- Austerlitz: Battle of the Three Emperors (SPI,1973) - 『アウステルリッツの戦い』(HJ,198x)
- Awakening the Bear! Russia 1941-1942 ( Phalanx Games Deutschland,2008;Academy Games,2008,2012) - 『コンフリクト・オブ・ヒーローズ』: Awakening The Bear! - Russia 1941(ボードウォーク,20??) - 「コンフリクト・オブ・ヒーローズ: The Marsh Expansion Pack: Map Board #6」付属
- Azhanti Highlightning (GDW,1980) - 『アザンティ・ハイライトニング』(HJ,198x) - トラベラーモジュール - 1980年オリジン賞(SF部門)
- Axis & Allies: Guadalcanal (AH(Hasbro,2007) - 『Axis & Allies: Guadalcanal』(ボードウォーク)

## B
- en:B-17, Queen of the Skies (AH,1983) - 『B-17』(HJ,198x)
- Back to Iraq (XTR,1993;Decision Games - S&T#208,2002) - Back to Iraq, 2nd Edition (国通 - CMJ#49,2003)
- Balkans'41 (Decision Games - S&T#182,1992) - 『Balkans'41』(国通 - CMJ#18,1998)
- Baltic Gap (The Gamers/MMP,2009) - 『バルティック・ギャップ』(サンセットゲームズ,2009) - バグラチオン作戦
- Banzai (AH,1984) - 『Banzai』( HJ - タクテクス#24翻訳ルール,1985 ) - Up Flontのヴァリアント
- Barbarian Kings (SPI - Ares#3,1980;Jolly Roger Games,2010) - 『魔法の大陸』(HJ - タクテクス#42 , 1987;『バーバリアン・キングス』(国通 - RPGamer#4,2003)
- Barbarossa:Kiev to Rostov (GMT,2008) - 『Barbarossa: Kiev to Rostov』(クロノノーツ ゲーム)
- Barbarossa:The Russo-German War 1941-45 (SPI,1969,1971;Decision Games - World At War#1,2008) - 『バルバロッサ：独ソ戦1941-45』(国通 - CMJ#87,2009)
- 『BARBAROSSA CAMPAIGN』 (シミュレーションジャーナル - 旧GJ#44)
- 『BARBAROSSA ON THE NORTH』 (シミュレーションジャーナル - 旧GJ#41)
- Barbarossa to Berlin 2006 (GMT,2006) - 『Barbarossa to Berlin 2006』(クロノノーツ ゲーム)
- 『Basic 3』 : ベーシック3 (HJ,1983) - 収録作は、Across suez (SPI,1980) ; Bulge (SPI,1979) ; Leningrad (SPI,1979)
- Bastoghe : Screaming Eagles under Siege (The Gamers/Multi-Man Publishing,2009) - 『バストーニュ』(ボードウォーク) - バストーニュの戦い
- Bastogne: A Desperate Defense ( Decision Games , 2010 ) - 『やけくそ防衛戦』( ボードウォーク , 2010 ) - Folio Series アルデンヌの戦い(バストーニュ周辺の戦い)
- Les Batailles de la Fronde (History&Colectors - Vae Victis#84,2008) - 『La Fronde 1652』(クロノノーツ ゲーム) - フロンドの乱
- Battle Above the Clouds (Multi-Man Pub,2010) - 『雲の上の戦い』(ボードウォーク) - 南北戦争のチカマウガの戦い- GCACWシステム
- Battle Cry: 150th Civil War Anniversary Edition ( Avalon Hill/ Hasbro、2010) - 『バトルクライ』( ボードウォーク, 2011 )
- Battle Cry of Freedom ( Decision
- Games , 2003 ) - 『Battle Cry of Freedom』( クロノノーツ ゲーム , 2003 ) - カードゲーム
- 『Battlefield Auerstadt 1806』(シミュレーションジャーナル - 旧GJ#42) - イエナ・アウエルシュタットの戦い
- The Battle for Alma (GDW,1978) - 『アルマの戦い』(国通 - CMJ#38,2001)
- Battle for China (Microgame Design Group,2000) - 『バトル・フォー・チャイナ』(国通 - CMJ#42,2002)
- Battle for China ( Decision Games - S & T # 259, 2009 ) - 『日中戦争』( ボードウォーク, 2009 )
- The Battle for Dresden 1813 (New England Simulations,1995) - 『The Battle for Dresden 1813』(クロノノーツ ゲーム)
- Battle for Germany (SPI - S&T#50,1975) - 『ベルリン陥落』(HJ - タクテクス#24,1984;国通 - CMJ#102,2012)
- Battle for Moscow (GDW,1986 ) - 『モスクワ攻防戦』(国通 - CMJ#39,2001)
- Battle for Moscow (Victory Point,2009 ; GMT - C3i#25,2011) - 『Battle for Moscow』(クロノノーツ ゲーム,2011)
- The Battle for Normandy (GMT,2009) - 『The Battle for Normandy』(クロノノーツ ゲーム)
- Battle for Stalingrad (SPI,1980 ; Excalibre Games ,2011) - 『Battle for Stalingrad』 (HJ,198x ); 『スターリングラード攻略』(Six Angles別冊#1,2005 ; ボードウォーク(Excalibre Games版),2011 )
- The Battle of Waterloo(GMT,1994)
- Battles for the Ardennes (SPI,1978 ; TSR/SPI,1983 ; Decision 1994) - 『バトル・フォー・ジ・アルデンヌ』(sunset,200x) - 収録作品は、St Vith : Clervaux : Celles : Sedan
- Battle Hymn  ( VG,1986 ) - 『バトルヒム』( HJ,198x )
- "The Battle of ANTIETAM"(DDH Games,2010) - 『アンティータムの戦い』(国通 - CMJ#113,2013) ゲティスバーグ会戦同梱
- Battle of Austerlitz (AH, 1980) - 『Battle of Austerlitz』(HJ,198x)
- "The Battle of Gettysburg"(DDH Games,2012) - 『ゲティスバーグ会戦』(国通 - CMJ#113,2013) アンティータムの戦い同梱
- The Battle of Guilford Courthouse (GDW,1978) - 『ギルフォード・コートハウスの戦い』(HJ,198x) - アメリカ独立戦争 - ヴァリアントに『カウペンズの戦い』 (HJ - タクテクス#7,1983)
- Battle of the Bulge (AH,1965,1981,1991) - 『バルジの戦い』(HJ,198x) ;『バルジ大作戦』(木屋通商,198x)
- The Battle of Lepant  ( Decision Games - S&T#272,2011 ) - 『レパントの海戦』(ボードウォーク,2011)
- The Battle of Prague (GDW,1980) - 『プラハの戦い』(国通 - xCMJ#89,2009) - 120シリーズ
- 『Battle of Solomon II』(TUBG(同人誌),2008) - ソロモン諸島の戦い
- 『Battle of Solomon III』(TUBG(同人誌),2009) - ソロモン要塞攻防戦(宇宙世紀0078年)
- Battle Over Britain(TSR/SPI,1983)
- Berlin'45 (XTR,1992) - 『Berlin'45』(CMJ#03,1995)
- Beda Fomm (GDW,1979;Consim Press,2010) - 『ベダ・フォムの戦い』(HJ,198x;CMJ#89,2009) - 120シリーズ
- Beyond the Urals ( Decision Games , 2002 ) - 『Beyond the Urals』( クロノノーツ ゲーム , 200x )
- The Big Push (LPS-Against the Odds#11,2005) - 『The Big Push』(クロノノーツ ゲーム)
- Bismarck (AH,1963,1979) - 『戦艦ビスマルクの戦い』(HJ,198x) ;『戦艦ビスマルク』(木屋通商,198x)
- Bitter End: A Relief of the Besieged City, 1945 (Quarterdeck Games, 1983) - 『ブダペスト救出作戦』(HJ, 1983)
- Black Prince: Crecy & Navarette (Decision Games - S&T #260, 2009) - 『ブラック・プリンス』( ボードウォーク, 2009 )
- Black Wednesday (The Gamers,1995) - 『ブラック・ウェンズディ』(?,?)
- Blitzkrieg (AH,1965,1975) - 『電撃作戦』(HJ,198x) ;『電撃戦』(木屋通商,198x)
- Blitz Krieg 1940: Hannut/StonneEnglish Version (History&Colectors - Command & Strategy#7) - 『Blitz Krieg 1940: Hannut/StonneEnglish Version』(クロノノーツ ゲーム)
- Blitzkrieg1941 (XTR - command#42,1997) - 『Blitzkrieg1941』(国通 - CMJ#07,1996)
- Blitzwar (Ludic,2006) - 『ヒトラー電撃戦』(国通 - CMJ#80,2008;国通 - CMJ#81,2008改訂マップのみ)
- Blue & Gray Quad I (SPI,1975;TSR,1983; Overlord Games, ?; Decision Games, 1995) - 『ブルー＆グレー』(国通 - CMJ#83,2008) - 収録ゲームは、CHICKAMAUGA(チカマウガの戦い), ANTIETAM(アンティータムの戦い), SHILOH(シャイローの戦い),CEMETARY HILL(セメタリー・ヒル)
- Blue Max(GDW,1984) - 『ブルーマックス』 (HJ,198x,2014) - WWIの空戦
- Blood & Sand (Worthington Games ,2012) - 『ブラッド&サンド』(クロノノーツ ゲーム,2012) - 1941～42年の北アフリカ戦線
- Blood & Thunder (Game Designer's Workshop(GDW),1993) - 『ブラッド&サンダー』(?,?)
- Bloodtree Rebellion (GDW,1979) - 『ブラッドツリー解放戦争』(HJ、198x) - トラベラー(SFテーマのTRPG)の外伝的作品。戦術色が濃い作戦級の陸戦ゲーム
- Bloody Kasserine (GDW,1992) - 『ブラッディ・カセリーヌ』(国通 - CMJ#91,2010) - カセリーヌ峠の戦い
- 『Bloody October』(CMJ#20,1998) - ガダルカナル島の戦い
- Boots & Saddles (GDW,1984) - 『ブーツ・アンド・サドルズ』(HJ,1985) - Assault Series
- Borodino 20 (Victory Point Games,2008) - 『ボロジノ 20』(ボードウォーク,2012) - ボロジノの戦い
- Breakout: Normandy (AH,1992;L2 Design Group,2011)
- Breakthrough:Cambrai (Multi-Man Pub,2012) - 『ブレイクスルー・カンブレー』(サンセットゲームズ,2012) - カンブレーの戦い
- Breitenfeld(SPI - S&T#55,1976) - 『ブライテンフェルトの戦い』 (HJ - タクテクス#55,1988) - 17世紀ドイツの三十年戦争
- A Bridge Too Far (Flames of War,2011) - 『遠すぎた橋』(ボードウォーク,2011) - マーケットガーデン作戦 (エリアタイプマップ仕様)
- Britania (AH,1987;Fantasy Flight,205,2006,2008,2009) - 『ブリタニア』(HJ,198x)
- 『B to A (British to A Baoa Qu) Ver. 2.0』(SOLGER(同人誌),2011)
- Budapest1945 (XTR - command #31,1994) - 『ブダペスト1945』(CMJ#13,1997,Command Best#8,2006)
- Bug-Eyed Monsters (West End Games,1983) - 『バグアイドモンスター』(国通,RPGamer#8,2004)
- Bundeswehr ( GDW ,1986 ) - 『ブンデスヴェール』( HJ - タクテクス#38 , #39 翻訳ルール,1987 ) - Assault Series Module
- Burma (The Gamers,1999;Multi-Man Publishing,2009) - 『ビルマ2』(ボードウォーク) - インパール作戦など

## C
- Cactus Air Force: Air War Over the Solomon (Decision Games , 2012) - 『カクタス空軍』(ボードウォーク, 2013) - ガダルカナル島の戦い(航空戦)
- en:Caesar at Alesia (AH,1971,1976) - 『シーザー皇帝』(HJ,198x) ;『シーザー』(木屋通商,198x) - アレシアの戦い
- Caesar's Legions (AH,1975) - 『シーザーズ・リージョン』(HJ,198x;木屋通商,198x)
- Campaign Commander Volume I: Roads to Stalingrad (Bellica Third Generation,2009) - 『Roads to Stalingrad』(ボードウォーク)
- Campaign Commander Volume II: Coral Sea (Bellica Third Generation,2010) - 『珊瑚海キャンペーン』(ボードウォーク)
- CHANTILLY: Jackson's Lost Opportunity (Decision Games,2014) - 『シャンティリー：ジャクソンの逸機』(a-games,2014)
- Caporetto 1917[2] (SPI,1978) - 『カポレット1917』 (HJ - タクテクスNo.57, 1988)
- Carrier (VG,1990) - 『キャリアー』( HJ - 季刊タクテクス#4,#5,#6 翻訳ルール,1991,1992)
- Captain's Edition Harpoon ( GDW , 198x ) - 『キャンプテンズ・エディション・ハープーン』(HJ - 季刊タクテクス#2 翻訳ルール,1990 )
- Case Yellow (GMT,2011) - 『Case Yellow』(クロノノーツ ゲーム,2011)
- The Caucasus Campaign (GMT,2009) - 『The Caucasus Campaign』(クロノノーツ ゲーム)
- Cauldron: Battle for Gazala ( Decision Games , 2010 ) - 『大釜:ガザラの戦い』(クロノノーツ ゲーム ; ボードウォーク) - Folio Series

- Celles[3] (SPI,1978 ; TSR/SPI,1983 ; Decision,1994) - 『ミューズ河前面の死闘』(HJ - タクテクス#77,1990)
- Chalons: The Fate of Europe ( Decision Games , 2010 ) - 『シャロン: ヨーロッパの命運』( ボードウォーク , 2010 ) - Folio Series
- Chickamauga: River of Death ( Decision Games , 2010 ) - 『Chickamauga: River of Death』( クロノノーツ ゲーム , 201x ) - Folio Series
- The Chinese Civil War of 1930 (TwoPlus Games,2010) - 『中原大戦』(a-gameshop ,2014)
- Champs de Bataille III - d'Alexandre ・Hannibal (History&Colectors - Vae Victis#30,2000) - 『Champs de Bataille III - d'Alexandre ・Hannibal』(クロノノーツ ゲーム)
- Chancellorsville (AH,1961,1974) - 『チャンセラーズビル』(HJ,198x)
- Cherkassy Pocket : Encirclement at Korsun (Decision Games,2001) - 『Cherkassy Pocket : Encirclement at Korsun』( クロノノーツ ゲーム , 200x )
- Chinese Farm (SPI,1978) - 『中国農場』 (HJ, - タクテクスNo.30, 1986)
- China: The Middle Kingdom ( Decision Games , 2008 ) - 『中華帝国』( ボードウォーク , 2008 )
- Chosin: X Corps Escapes the Trap ( Decision Games - S&T#257,2009) - 『長津湖の戦い』( ボードウォーク, 2009)
- Circvs Maximvs (Circus Maximus)  ( Battleline,1979;AH,1980) - 『ベンハー』( HJ, 198x )
- Cityfight: Modern Combat in the Urban Environment (SPI,1979) - 『シティファイト』(HJ,198x)
- en:Civilization (Hartland Trefoil Ltd.,1980;AH,1981,1982,1986;Gibson,1988) - 『文明の曙』( HJ, 198x )
- The Civil War (VG,1983) - 『大戦略・南北戦争』（HJ,198x）
- Clash of Monarchs (GMT,2009) - 『Clash of Monarchs』(クロノノーツ ゲーム) - カードゲーム
- Clervaux [3](SPI,1978 ; TSR/SPI,1983 ; Decision,1994) - 『独第5装甲軍の突破』 (HJ - タクテクスNo.71 ,1989)
- Cobra (SPI - S&T#65 , 1977 , 1978 (box); TSR ,1984 ;Decision Games-S&T#251,2008) - 『激闘ノルマンディ』( Six Angles - シックス・アングルズ別冊#6号,2007);『コブラ作戦』(国通-CMJ#106,2012)
- Cold War (VG,1984) - 『コールドウォー』(HJ,198x)
- Cold War Battles 2 (Decision Games - S&T #262,2010) - 『コールド・ウォー・バトルズ2』( ボードウォーク, 2010)
- Combat Commander: Europe (GMT,2006) - 『Combat Commander: Europe』(クロノノーツ ゲーム)
- Combat Commander: Mediterranean (GMT,2007) - Combat Commanderシリーズ
- Combat Commander: Pacific (GMT,2008) - Combat Commanderシリーズ
- Combat Commander: Resistance! (GMT,2011) - Combat Commanderシリーズ
- The Coming Storm (OSG,2010) - 『ザ・カミング・ストーム』(sunset,2011)
- Conflict of Heroes: Awakening the Bear! Russia 1941-1942 (Academy,2008) - 『Conflict of Heroes: Awakening the Bear! Russia 1941-1942』(クロノノーツ ゲーム)
- en:Conquistador (SPI - S&T#58,1976;AH,1981) - 『Conquistador』(HJ、198x)
- Coral Sea Solitaire ( Decision Games - World at War# 10 ,2010 ) - 『珊瑚海海戦』( ボードウォーク , 2010);『珊瑚海海戦ソリティア』(国通-CMJ#107,2012)
- Cosmic Encounter (Eon,1978;Mayfair Games,1991;AH,2010;Fantasy Flight Games,2008,2010) - 『コズミック・エンカウンター』(ツクダホビー,1984;アークライト,2008,2010)
- The Creatures that ate Sheboygan (SPI,1979) - 『怪獣征服』 (HJ - タクテクスNo.38,198x) ; 『シーボイガンを喰った怪獣』(国通,RPGamer#14,2006)
- Crescendo of Doom  ( AH, 1979 ) - 『電撃ドイツ戦車隊』( HJ, 198x ); 『クレセンド・オブ・ドゥーム』 ( 木屋通商, 198x ) - SquadLeaderシリーズ
- 『Crisis Now: 尖閣ショウダウン』(国通,CMJ#110,2013) - Falklands Showdownシステム,CMJ#113に追加ユニット
- La Croix et L'epee (History&Colectors - Vae Victis#62,) - 『La Croix et L'epee』(クロノノーツ ゲーム) - ラス・ナバス・デ・トロサの戦い
- Cross of Iron ( AH, 1979 ) - 『クロス・オブ・アイアン』( HJ, 198x ); 『クロス・オブ・アイアン』 ( 木屋通商, 198x ) - SquadLeaderシリーズ
- Crown of Roses (GMT,2012) - 『Crown of Roses』(クロノノーツ　ゲーム,2013)
- Crusader: Battle for Tobruk (Decision Games,2010) - 『トブルクの戦い』( クロノノーツ ゲーム , 201x ; ボードウォーク, 2010) - Folio Series
- Custer's Final Campaign: 7th Cavalry at Little Bighorn (Decision Games,2012) - 『カスター最後の戦い』(ボードウォーク, 2013) -リトルビッグホーンの戦い

## D
- Dark December ( OSG , 1979 ) - 『バルジの戦い－ダーク・ディセンバー』( Six Angles - シックス・アングルズ別冊# 2 , ?)
- Dark Nebula (GDW,1980) -『ダークネビュラ』(国通 - RPGamer#9,2005)
- 『DAK the Desert』(シミュレーションジャーナル - 旧ゲームジャーナル#51)
- Dauntless ( Battleline 1977 ; AH, 1981) - 『ドーントレス』( HJ, 198x )
- Dawn the Torpedoes! (Winsome Games,?) - 『魚雷がなんだ!』(ボードウォーク,?) - 南北戦争の海戦カードゲーム
- 『D-Day』(エポック社,198x）
- 『D-DAY』(翔企画,198x ; 国通 -CMJ#46,2002)
- D-Day (AH,1961,1965,1977,1991) - 『Dデイ』(HJ,198x) ;『ノルマンディー侵攻作戦』(木屋通商,198x) - アバロンクラシック
- D-Day Dice(Valley Games,2012) - 『D-DAY ダイス』(ボードウォーク,2012)
- Defiant Russia: 1941, The War Against Nazi Aggression (AvalanchePress.,2004) - 『Defiant Russia: 1941, The War Against Nazi Aggression』(クロノノーツ ゲーム) - World War Two Battles Series
- Death Maze (SPI,1979) - 『死の迷宮』(HJ - タクテクス#52,198x;国通 - RPGamer#2,2003)
- Decision in France (Rhino Game Company,1994) - 『Decision in France』(国通 -CMJ#48,2003)
- Decision Iraq (Decision Games - Modern War #6,2013) - 『決断のイラク』(ボードウォーク,2013)
- Destination:Normandy (DDH Games , 2009) - 『ノルマンディ上陸作戦（デスティネイション：ノルマンディ）』(国通 ,2010) - 『ウォーゲーム・ハンドブック2010』- WARGAME HANDBOOK 2010 同梱
- Desert Fox ( SPI - S&T#87 , 1981 ) - 『砂漠のキツネ:北アフリカ戦役1941年4月～42年12月』( Six Angles - シックス・アングルズ別冊#4 , 2006 )
- Destruction of Army Group Center ( Decision Games - World at War# 9,2009 ) - 『中央軍集団の壊滅』( ボードウォーク , 201)
- en:Diplomacy ( AH, 1961,1977,;Descartes Editeur,1994;AH/Hasbro,1999,2008;Asmodee;Editrice Giochi,2006;Games Research; Inc.;Gibsons Games;Grow Jogos e Brinquedos;Intellectual DiversionsmJoc Internacional;Jumbo;Miro Company;Mondadori Giochi;Parker Brothers;Parker Spiele;Philmar;Research Games Inc./ Athol/ RGI;Waddington Sanders Ltd.;Waddingtons Games) - 『ディプロマシー』( HJ, 198x ) ;『外交戦略』( 木屋通商, 198x )
- DMZ: The Next Korean War  ( Decision Games ,2010 ) - 『DMZ: 第2次朝鮮戦争』( ボードウォーク , 2011)
- Dominant Species (Filosofia Édition,?;GMT,2010;Udo Grebe Gamedesign,2011;GMT,2011,2012) - 『Dominant Species』(クロノノーツ ゲーム)
- Double Star (GDW, 1979) - 『二連星』(HJ,198x)
- Down in Flames: Aces High (Dan Verssen Games,2008) - 『Down in Flames: Aces High』(クロノノーツ ゲーム)
- Drive on Stalingrad (SPI,1977 ; TSR,1983) - 『Drive on Stalingrad』(sunset,2001)
- The Drive on Metz (William Morrow & Co., 1980) - 『1944年メッツ進撃作戦』(HJ - ウォーゲームハンドブック,1982) - 要自作
- Dragonhunt ( AH, 1982 ) - 『ドラゴンハント』( HJ, 198x )
- Dragon vs Bear: China vs Russia in the 21st Century (Decision Games - World at War #12,2014) - 『ドラゴン vs ベアー： 21世紀の中露戦争』(a-gameshop , 2014)
- Dragon Pass (Chaosium, 1980; AH, 1983; Oriflam,1993) - 『ドラゴンパス』(HJ,198x)
- Drive to the Baltic (Moments in History,2001) - 『死闘！北方軍集団』(国通 - CMJ#34,2000,Command Best#8,2006)
- Drive on Dubno, 1941 (Decision Games - World at War#31 ,2013 ) - 『ドライブ・オン・ドゥブノ』( ボードウォーク , 2013)
- Duel on the Steppe: The Winter Campaign in the Ukraine, Jan-Mar 1943 (Decision Games - S&T #285 , 2014 ) - 『ステップの決闘： ウクライナ冬季戦1943年1-3月』( a-gameshop , 2014)
- en:Dune (AH,1979) - 『デューン』(HJ,198x ; 木屋通商,198x)
- Dune:The Duel (AH,1984) - 『ザ・デュエル』(HJ,198x) - デューンのヴァリアント
- Dune:Spice Harvest - 『スパイス・ハーヴェスト』( HJ - タクテクス#29翻訳ルール,1986 ) - デューンのヴァリアント
- 『D-ウェポン』 : D-WEAPON (ツクダホビー , 198x ) - 機甲戦記ドラグナー

## E
- Eagle Day: The Battle of Britain (Decision Games,2012) - 『鷲の日』( ボードウォーク ,2013) - バトル・オブ・ブリテン
- East Front Battles vol. II: Minsk '44 ( Decision Games - World at War#22 ,2012 ) - 『East Front Battles vol. II: Minsk '44』( a-gameshop , 2012)
- Eindhoven Bridge (Victory Point Games ,2012) - 『マーケット・ガーデン:アイントホーフェン橋』( ボードウォーク ,2012)
- 阿拉曼：北非轉捩點 El Alamein: Turing Point in the Desert (Formosa Force Games - 戰棋#10 , 2013 ) - 『阿拉曼：北非轉捩點（El Alamein: Turing Point in the Desert）』(a-gameshop , 2013) -第二次エル・ アラメイン会戦
- Elric (en:Chaosium ,1977,1981;AH,1984) - 『エルリック』(HJ,198x)
- Elusive Victory (GMT,2009) - 『Elusive Victory』(クロノノーツ ゲーム)
- Empires of the Middle Ages (SPI,1980 ; Decision,2004) - 『帝国の興亡』 (HJ,198x)
- Empire of the Rising Sun (AH, 1995) - 『エンパイヤー・オブ・ライジング・サン』(HJ,199x)
- End of the Iron Dream (3W -Wargamer#42,1985) - 『アルデンヌをこえて』(HJ - タクテクス#69,1989)
- Europe at War (Jedko,1985) - 『Europe at War』(国通 - CMJ#37,2001)
- En pointe toujours II - Normandie 1944 (History&Colectors - Vae Victis#31,2000) - 『En pointe toujours II - Normandie 1944』(クロノノーツ ゲーム)
- Epées et Hallebardes 1315-1476 (History&Colectors - Vae Victis#81,2008) - 『Epees et Hallebardes 1315-1476』(クロノノーツ ゲーム) - Morgarten 1315(モルガルテンの戦い), Sempach 1386(ゼンバハの戦い) , Grandson 1476(グランソンの戦い)

## F
- 『F1シミュレーション'89』(大日本絵画-ゲームグラフィックス#22,1989)
- 『F-16 ファイティング・ファルコン』(エポック,198x:国通,2014) - エポック『シミュレーションゲーム入門2』収録作
- Fading Glory (GMT,2012) - 『Fading Glory』(クロノノーツ ゲーム)
- Fail Safe: Strategic Nuclear Warfare in The Cold War (Decision Games-S&T#283,2013) - 『フェイル・セーフ:冷戦時代の戦略核戦争』(ボードウォーク , 2013)
- Falklands Showdown (Decision Games-S&T#269,2011) - 『フォークランド・ショウダウン』(国通 - CMJ#105, 2012)
- The Fall of France (GDW, 1981) - 『フランス崩壊』(HJ,198x) - Europa Series
- The Fall of France (Schutze Games-2002) - 『The Fall of France』(ボードウォーク(同人委託),2013)
- The Fall of Rome (SPI - S&T#39,1973;Decision Games - S&T#181,1997(2nd ver)) - 『ローマ帝国の滅亡』(HJ - タクテクス#32,198x)
- Famous Divisions: Gross Deutschland Panzer ( Decision Games - World at War#20 ,2011 ) - 『有名師団シリーズ： グロスドイチュラント装甲師団』( a-gameshop , 2011 ) - 『グロスドイチュラント装甲師団』( ボードウォーク , 2011 )
- A Few Acres of Snow(Treefrog Games,2011) - 『数エーカーの雪』(ゲームフィールド,2011) - フレンチ・インディアン戦争
- Field Commander Napoleon  (Dan Verssen Games,20xx) - 『フィールド・コマンダー: ナポレオン』(ボードウォーク) - 一人用 ナポレオンの戦い(1796年の第一次イタリア遠征から1815年ワーテルローの戦い)のキャンペーン
- Field Marshall (Jedko,1976) - 『フィールド・マーシャル』(国通 CMJ#71 2006)
- Fifth Frontier War (GDW,1981) - 『第5次辺境戦争』(HJ,198x) - 1981年度チャールズ・S・ロバーツ賞)(SF部門)
- Fighting Formations: Grossdeutschland Motorized Infantry Division (GMT,2011) - 『Fighting Formations: Grossdeutschland Motorized Infantry Division』(クロノノーツ ゲーム,2012)
- 『FIGHTING GENERAL PATTON ～Bastongne 1944/ Prague 1945～[4]』(アド・テクノス,198x ; シミュレーションジャーナル - GJ#5,2002)
- Firefight  (SPI,1976 ; TSR/SPI,1984) - 『米ソ現代機甲戦』(HJ,198x)
- Fire in the East (GDW,1984) - 『バルバロッサ作戦』(HJ,198x) - Europa Series
- Firepower (AH,1984） - 『ファイヤーパワー』（HJ,1986)
- The First Arab-Israeli War (Decision Games - S&T#185,1997) - 『The First Arab-Israeli War』(CMJ#22,1998)
- The First Battle of Britain: The Air War Over England, 1917-18 (Decision Games - S&T#255, 2009) - 『第一次大戦の英国上空の戦い』(a-gameshop,2009 ; ボードウォーク,2009)
- The First World War  (Phalanx Games) - 『ファースト・ワールド・ウォー』(ボードウォーク) - 第一次世界大戦
- 『FlashKnot』フラッシュノット(ショーナンロケッティアズ(同人誌),2011) - WW2の艦隊決戦を行うカードゲーム
- Flat Top(Battleline,1977;AH,1981) - 『日米航空母艦の戦い』(HJ,198x)
- Flight Leader (AH,1986) - 『フライトリーダー』(HJ,198x)
- 『FINナポレオン』(シミュレーションジャーナル - 旧GJ#52)
- The Finnish Front, 1941-42 (Decision Games - World at War#5 ,2009) - 『極北戦線』(a-gameshop ,2009)
- Forgotten Axis: Murmansk 1941 (Decision Games - S&T#194,1999) - 『Murmansk'41』(CMJ#63 2005)
- Fortress Europa (Jedko,1977; AH, 1980 ) - 『ヨーロッパ要塞』(HJ, 198x)
- Four Battles of Army Group South (SPI,1979) - 『ドイツ南方軍集団』(sunset ,2002) - 収録作品は、KORSUN , OPERATION STAR  , KIEV , ROSTOV[5]
- Four Lost Battles  (Operational Studies Group) - 『4 ロストバトルズ』(ボードウォーク) - ナポレオン戦争 1813年8月の「Grossbeeren」,「Katzbach」,「Kulm」及び9月の「Dennewitz」の戦い
- France'40 (GMT Games,2013) - 『激突マジノ線』(クロノノーツ ゲーム,2013)
- France 1940 (SPI,1972 ; AH,1972) - 『激突マジノ線』(HJ,198x)
- France 1940 (History&Colectors - Vae Victis#37,2001) - 『France 40, Plan jaune』(クロノノーツ ゲーム)
- Frayser's Farm: Wested Opportunity (Decision Games ,2010) - 『Frayser's Farm: Wested Opportunity』(クロノノーツ ゲーム) - Folio Series
- Frederick the Great (SPI - S&T#49,1975;AH,1982) - 『フリードリヒ大王』(HJ,198x)
- Frederick's War: War of the Austrian Succession, 1741-48  ( Decision Games - S & T # 262, 2010 ) - 『Frederick's War』( ボードウォーク,2010 ; a-gameshop , 2010)
- Freedom in the Galaxy (SPI,1979;AH,1981) - 『銀河革命』(HJ,198x)
- 『FROZEN FRONT -凍結戦線 デミヤンスク1942-』: (HJ,タクテクス#36,1986)
- Fulda Gap (SPI,1977) - 『米ソ激突フルダ峡谷』(HJ,198x)
- Fury in the West ( Battleline 1977 ; AH, 1981) - 南北戦争/シャイローの戦い

## G
- GAZARA (The Gamers) - 『ガザラ』(ボードウォーク) - ガザラの戦い
- Gazala (TwoBuckGames-2013) - 『Gazala & 2nd El Alamein』(ボードウォーク(同人委託),2013)
- GD'42 (The Gamers) - 『GD'42』(ボードウォーク) - マーズ作戦での、グロースドイッチュラント師団の戦いぶりに焦点を当てた作品
- Gettysburg (AH,1958;1964;1977;1988) - 『米国南北戦争』(HJ,198x) ;『ゲッティスバーグ』(木屋通商,198x)
- Gettysburg150(Worthington Games,2013) - 『ゲティスバーグ 150』(ボードウォーク,2013)
- GI: Anvil to Victory  - (AH,1982) - 『電撃ドイツ戦車隊』( HJ, 198x ); 『クレセンド・オブ・ドゥーム』 ( 木屋通商, 198x ) - SquadLeaderシリーズ
- The God Kings: Warfare at the Dawn of Civilization, 1500 - 1260BC (Compass Games,2012) - 『The God Kings』(クロノノーツ ゲーム,2013)
- Goeben, 1914 ( Decision Games-S&T#287,2014) - 『ゲーベン1914』(ボードウォーク, 2014)
- Golan (SPI,1975) - 『ゴラン高原』 (HJ - タクテクスNo.33,1986)
- Golan: The Syrian Offensive ( Decision Games , 2010 ) - 『シリア軍の攻勢』( ボードウォーク, 2010) - Folio Series
- Go Tell The Spartans (Against the Odds,2003 ; Against the Odds#6,2010) - 『Go Tell the Spartans (reprint)』(クロノノーツ ゲーム)
- Grand Illusion (GMT,2004) - 『Grand Illusion』(クロノノーツ ゲーム)
- THE GREAT WAR IN EUROPE: DELUXE EDITION (GMT,2007) - 『THE GREAT WAR IN EUROPE: DELUXE EDITION』(クロノノーツ ゲーム)
- Greater East Asia War (Decision Games - World at War #6,2009) - 『大東亜戦争』( ボードウォーク , 2009)
- Great War at Sea: U. S. Navy Plan Orange (Avalanche Press,1998) - 『プラン・オレンジ-日本侵攻計画』(国通 - Command 別冊#11)
- Greek Tragedy (Decision Games - World at War #7,2001) - 『グリーク・トラジディー』( ボードウォーク , 2001)
- Grossdeutschland, Panzer Division (Decision Games - World at War #20,2011) - 『グロスドイチュラント装甲師団』(ボードウォーク,2011)
- Growling Tigers Under Siege: Defense of Changde 1943 （圍城虎嘯:常德保衛戰1943） ( Formosa Force Games - 戰棋#2 ,2010 ) - 『圍城虎嘯:常德保衛戰1943』 (a-gameshop , 2010)
- Guadalajara (The Gamers) - 『グアダラハラ』(ボードウォーク) - グアダラハラの戦い
- Guards Tank: The Battle of Prochorovka, July 1943  (Decision Games - World at War #13, 2010) - 『親衛戦車軍:プロホロフカ』( ボードウォーク, 2010)
- Guderian's Blitzkrieg 2 (The Gamers) - 『グデーリアンズ・ブリッツクリーク 2』(ボードウォーク) - ドイツ中央軍集団の戦い
- Guns of August (AH,1981) -『西部戦線異状なし』(HJ,198x)
- Gunslinger (AH,1983) - 『真昼の決闘』( HJ, 198x ) - 西部劇

## H
- Hannibal: Rome vs. Carthage (AH,1996;Descartes Editeur,1998;Valley Games,2007;Smart Ltd,2009) - 『Hannibal: Rome vs. Carthage』(クロノノーツ ゲーム)
- THE HARDEST DAYS:Solitaire Battle of Britain ( Decision Games - World at War#19 ,2011 ) - 『ザ・ハーディスト・デイズ： ソリテア・バトル・オブ・ブリテン』( ボードウォーク,2011 ; a-gameshop ,2011 )
- Harpoon (GDW,1981) - 『ハープーン』(HJ,198x)
- Heights of Courage (MMP,2013) - 『ゴラン高原の戦い』(ボードウォーク,2013) -第四次中東戦争
- HELL'S GATE THE KORSUN POCKET (Victory Point Games,2013) - 『コンスル包囲戦』(a-games,2014)
- Here I Stand (GMT,2006) - 『Here I Stand』(クロノノーツ ゲーム)
- Highway to the Reich (SPI,1977) - 『遠すぎた橋』(HJ,198x)
- Hinge of Fate (Decision Games - World at War #30 ,2013) - 『運命の岐路:フランスとポーランド、1939年』( ボードウォーク ,2013)
- History of the World ( Compendium Games,1992;Welt der Spiele,1993;Gibsons Games,1993;Avalon Hill,1993; Avalon Hill (Hasbro),2001) - 『History of the World』(ボードウォーク,?) - 邦訳
- 『History of third Reich』(TUBG(同人),200x) - 1940年～1945年までのヨーロッパでの戦い(3人用ゲーム)
- History of the Roman Empire  (Udo Grebe Gamedesign) - 『ローマ帝国の歴史』(ボードウォーク)
- Hitler's War ( Metagaming , 1981 ; AH , 1984 ) - 『ヒトラーの戦争』( HJ - タクテクス#35 , #36 #37 翻訳ルール,1986 )
- Hof Gap (SPI,1980) - 『激闘第7軍団』(HJ,198x)
- Hold the Line: Frederick's War (Worthington Games,2013) -『フレデリックス・ウォー』(ボードウォーク,2013)
- Holy Land: Full Spectrum Warfare in the Middle East ( Decision Games - Modern War #8 ,2013 ) - 『ホーリーランド』(ボードウォーク,2013)
- Holy Roman Empire (3W - War Gamer#33,1984) - 『神聖ローマ帝国』(HJ - タクテクスNo.73,1989)
- Hundred Days Battle (OSG,1979;AH,1983) - 『百日戦争』( HJ - タクテクス#26翻訳ルール,1986 )
- Hungarian Nightmare (Against the Odds - Against the Odds#31,2011) - 『Hungarian Nightmare』(クロノノーツ ゲーム)
- Hunters from the Sky (The Gamers,1994) - 『ハンター・フロム・ザ・スカイ』(?,?)

## I
- I am Spartacus (XTR - command magazine#15,1992) - 『I am Spartacus』(国通 - CMJ#43,2002)
- ¡Arriba España! ( Decision Games - World at War# ,1997 ) - 『スペイン内戦』(ボードウォーク)
- Ice War(Metagaming,1978) - 『アイスウォー』(HJ - タクテクス#56,1988)
- Iéna 1806 (History&Colectors - Vae Victis#71,2006) - 『Iena 1806』(クロノノーツ ゲーム) - イエナ・アウエルシュタットの戦い
- Illusionary Fortress (Schutze Games-2008) - 『Illusionary Fortress』(ボードウォーク(同人委託),2013) - シンガポールの戦い
- Imperium ( Conflict,1977 ; GDW,1978,1990) - 『インペリウム』(HJ,1985 ; 国通 - コマンドマガジン別冊#17,2001)
- Inchon: MacArthur's Gambit (XTR - command magazine#9,1991) - 『Inchon: MacArthur's Gambit』(国通 - CMJ#24,1999)
- In Country:The Vietnam War (Decision Games,S&T#281 ,2013) - 『イン・カントリー:ベトナム戦争』( ボードウォーク ,2013)
- Innovation (Asmadi Games,2010;IELLO,2011;Lacerta,2012;Hobby World,2012) - 『イノベーション』(HJ,2012) - IELLO(イエロ社)版リメイク-文明を発展させるカードゲーム
- Into a Bear Trap (Against the Odds;AtO#10,2004) - 『Into a Bear Trap』(クロノノーツ ゲーム)
- Invasion: Sicily(GMT,1998) -『シチリア侵攻作戦』(国通 - CMJ#69,2006)
- Invasion Pearl Harbor (Decision Games - World at War# 14,2010) - 『真珠湾侵攻』(ボードウォーク , 2010)
- 『Iraq War 2003フセイン最後の賭け』(シミュレーションジャーナル - GJ別冊#1,200x)
- 『Iron Bottom and Sunset Sky～ソロモン海空戦～』(シミュレーションジャーナル - GJ#37,2010)
- Iron Bottom Sound (Quarterdeck ,1981) - 『アイアン・ボトム・サウンド』(HJ,198x)
- Iron Dream: The War in Russia,1941-42 (XTR - Command#53,1999)『アイアンドリーム』(国通 - CMJ#99,2011)

## J
- Jacson's Shenandoah Valley Campaign ( Decision Games - S & T#284, 2014) - 『シェナンドー・バレー戦役』( ボードウォーク, 2014) - バレー方面作戦
- Jena 20  (Victory Point Games) - 『イエナ 20』(ボードウォーク) - イエナの戦い
- Jena-Auerstadt[6] (SPI,1975) - イエナ・アウエルシュタット(HJ - タクテクス#41,1987)
- 『JET STICK』(大日本絵画 - ゲームグラフィックス#19,1989)
- Julian  ( Decision Games - S & T # 266, 2011 ) - 『ユリアヌス:嵐の前の勝利』( ボードウォーク, 2011)
- JUNE'44 (DDH Games,2008) - 『JUNE - AUGUST '44: The Struggle for Normandy』(CMJ#95,2010) - 2009年チャールズ・ロバーツ賞(DTP部門)
- Junta (WEST END ,1985 ,2005 ,2007 ,;ASS (Altenburger und Stralsunder Spielkarten-Fabriken);Borras Plana , 1992 S.A.;Creative Wargames Workshop;Descartes Editeur 1994 ;Pegasus Spiele;Purgatory Publishing, Inc. , 2005 ;Schmidt Spiele ) - 『フンタ』(HJ,198x ,2005)
- Junta: Viva el Presidente! ( Pegasus Spiele,2010 ; Z-Man Games,2011 ) - 『フンタ: 大統領万歳！』( HJ, 2011 )
- Jutland (AH,1967,1974) -『ジュトランド沖海戦』(HJ,198x;木屋通商,198x)

## K
- Kadesh: Mobile Warfare in the Ancient Middle East (XTR - Command#7,1990) - 『カデシュの戦い』(国通 - CMJ#67,2006)
- The Kaiser's Pirates (StrikeNet Games,?;Lost Battalion Games,2007;GMT,2009) - 『The Kaiser's Pirates』(クロノノーツ ゲーム) - 第一次世界大戦におけるドイツの通商破壊戦
- Kanev (People's War Games,1981 ; 3W - S&T#115,1987) - 『Kanev』(HJ,198x)
- The Kaiser's War: 1918 (Decision Games - S&T#261, 2010 ) - 『皇帝の戦争』( ボードウォーク,2010 )
- kamakura: Kamakura Shogunate 1192-1333 (West End Games,1982) - 『KAMAKURA』(HJ,198x)
- Kanev (Peoples Wargames,1981;3W,1987) - 『ドニエプルを血に染めて』(HJ - タクテクスNo.67,198x)
- Karelia '44 (The Gamers/MMP,2011) - 『カレリア'44』(ボードウォーク) - 継続戦争中の1944年6月カレリア地峡の攻防
- Kasserine: Baptism of Fire (Decision Games,2010) - 『カッセリーヌ:炎の洗礼』(クロノノーツ ゲーム;ボードウォーク, ) - Folio Series
- Keren: East Africa, 1941(Decision Games-World at War#25,2012) - 『ケレン： 東アフリカ1941』(国通-a-games,2012)
- Kesselschlacht ( LPS - Against the Odds#3 ,2003) - 『ケッセルシュラハト』( a-gameshop , 200?)
- "Khyber Rifles"(Decision Games,2013) - 『カイバル・ライフルズ』(ゲームウォーク,2013) - 第一次アフガン戦争後半戦
- Kiev[7] (SPI,1979) - 『キエフ攻防戦』(HJ - タクテクスNo.75,1990)
- 『KILL KIRA』(TUBG(同人誌),2008) - 赤穂浪士の吉良邸討ち入り
- King Arthur (SPI,1979) - 『アーサー王』(HJ - タクテクス#29,1986)
- en:Kingmaker~War of the Roses 1450-1485 (AH, 1977,1976,1988) - 『バラ戦争』( HJ, 198x; 木屋通商, 198x )
- Kingdom of Heaven: The Crusader States 1097-1291  (Multi-Man Publishing,2013) - 『Kingdom of Heaven』(クロノノーツ ゲーム,2013)
- Kings&Things (West End Games,1986;Games Workshop Ltd.; Pegasus Spiele ; Z-Man Games,2010) -『魔法の軍団』(HJ,1986;HJ,2010)
- Koeniggraetz: Blood & Iron Triumphant(Decision Games-S&T#275,2012) - 『ケーニヒグレーツの戦い』(国通-a-games,2012) - 邦訳ルール
- 『Korea'95』(国通 - CMJ#58-2004)
- 『Korea 2005/2017』(CMJ#73-2007)[8]
- Korsun (SPI,1979)[7] - 『コルスン包囲戦』(HJ - タクテクスNo.43,1987)
- Kursk - History's Greatest Tank Battle, July 1943 ( SPI , 1980 ) - 『クルスク大戦車戦』( Six Angles - シックス・アングルズ別冊# 3, 2006 )

## L
- La Bataille d'Albuera Espagnol (Marshal Enterprises,1979;Clash of Arms,1987) - Batailleシリーズ。アルブエラの戦い
- La Bataille D'Auerstædt (Marshal Enterprises,1977;Clash of Arms,1991) - 『La Bataille d'Auerstaedt』(クロノノーツ　ゲーム,2013) - Batailleシリーズ。アウエルシュタットの戦い
- La Bataille de Corunna-Espagnol (Clash of Arms,1995) - Batailleシリーズ。コルンナの戦い
- La Bataille d'Espagnol: Talavera (Marshal Enterprises,1980;Clash of Arms,1986) - 『La Bataille d'Espagnol Talavera』(クロノノーツ　ゲーム,2013) - Batailleシリーズ。タラベラの戦い
- La Bataille de la Moscowa (Marshal Enterprises,1975;GDW,1977;Clash of Arms,2011) - Batailleシリーズ。ボロジノの戦い
- La Bataille de Leipzig 1813 (Marshal Enterprises,2013) - Batailleシリーズ。ライプツィヒの戦い
- La Bataille de Ligny (Clash of Arms,1991) - Batailleシリーズ。リニーの戦い
- La Bataille de Lützen (Clash of Arms,1999) - Batailleシリーズ。リュッツェンの戦い
- La Bataille de Mont Saint Jean (Clash of Arms,1991) - Batailleシリーズ。カトル・ブラの戦い
- La Bataille des Quatre Bras (Clash of Arms,1993) - Batailleシリーズ。ワーテルローの戦い
- La Bataille d'Orthez (Clash of Arms,2000) - Batailleシリーズ。オルセーズの戦い
- La Bataille de Preussisch-Eylau (Marshal Enterprises,1978;Clash of Arms,1990) - Batailleシリーズ。アイラウの戦い
- La Bataille de Wavre  (Clash of Arms,1991) - Batailleシリーズ。ワーブルの戦い
- The Last Days of the Grande Armee (Operational Studies Group,1998) - 『大陸軍の最後』(ボードウォーク,2011) - ワーテルローの戦いキャンペーン ボックスなどのデザインは山崎雅弘
- The Last Success (Operational Studies Group,2012) - 『最後の栄光』(ボードウォーク,2012) - ナポレオン戦争中のアーベンスベルクの戦い、エックミュールの戦い、アスペルン・エスリンクの戦い、ワグラムの戦い
- Gettysburg: Lee's Greatest Gamble (XTR - command magazine#17,1992) - 『Lee's Greatest Gamble』(CMJ#29,1999)
- The Legend Begins (Rhino Game Company,1991;Terran Games, Inc.,1991) - 『レジェンド・ビギンズ』(国通 - Command Best#07,2005)
- Leipzig: Napoleon Encircled (Decision Games,2010) - 『Leipzig: Napoleon Encircled』(クロノノーツ ゲーム) - Folio Series
- LENINGRAD '41: What If Manstein Had Attacked? ( Decision Games - World at War#17 ,2011) - 『レニングラード '41：マンシュタイン攻撃す？』( ボードウォーク, 2011; a-gameshop , 2011)
- Les Nettoyeurs (Vae Victis,Vae Victis#88,2009) - 『Les Nettoyeurs』(クロノノーツ ゲーム,2013)
- Liberty Roads (Hexasim) - 『リバティ・ローズ』(ボードウォーク,2011) - ノルマンディー上陸作戦からドイツ降伏までプレイ、フランス・ドイツがほぼ入る一枚マップ
- Lightning D-Day (Decision Games, 2004) - 『ライトニング』( クロノノーツ ゲーム ,200x : ボードウォーク , 2004 ) - Lightning Series(カードゲーム)
- Lightning: Midway: June 4th to June 6th, 1942 (Decision Games,2004) - 『ライトニング ミッドウェー』( ボードウォーク , 2004 ) - Lightning Series(カードゲーム)
- Lightning North Africa (Decision Games,2006) - 『ライトニング 北アフリカ』( ボードウォーク , 2006 ) - Lightning Series(カードゲーム)
- Lightning War on Terror (Decision Games,2005) - 『ライトニング ウォー・オン・テラー』( ボードウォーク , 2005 ) -- Lightning Series(カードゲーム)
- 『Lion of Ethiopia』(CMJ#27,1999) - Lion of Ethiopia (XTR - command magazine#4,1990)
- Little Round Top (AH,1982) -『リトルラウンドトップ』(HJ,198x )
- en:The Longest Day ( AH, 1980 ) - 『史上最大の作戦』( HJ, 198x; 木屋通商, 198x )
- Lorraine 1944/France 1940 (History&Colectors - Vae Victis Hors-Serie No. 6,2007) - 『Lorraine 1944/France 1940』(クロノノーツ ゲーム)
- en:Lost Worlds (Nova Game Designs,1983) - (日本ソフトバンク,1987）
- Luftwaffe ( AH, 1971 ) -『ナチ・ドイツ空軍』( HJ, 198x) ;『ドイツ空軍』( 木屋通商, 198x )

## M
- MacArthur's Return: Leyte 1944 (Avalanche Press.1994) - 『マッカーサーズ・リターン： レイテ 1944』(国通 - Command 別冊#12,199x)
- Machiavelli ( Battleline , 1978 ; AH, 1980 ,1990 ) - 『マキャベリ』( HJ, 198x )
- en:Magic Realm (AH,1979) -『剣と魔法の国』(HJ,198x,木屋通商,198x)
- Menglianggu: Best Division under Heaven(Formosa Force Games-戰棋#9,2012) - 『孟良崮：天下第一師』(国通-a_game_shop,2012)
- Marengo: Napoleon in Italy, 14 June 1800[9] (SPI,1975 : Decision,2010) - 『マレンゴの戦い』(HJ - タクテクス#34,1986)
- Marengo 1800 (History&Colectors - Vae Victis#35,2000) - 『Marengo 1800』(クロノノーツ ゲーム)
- Marlborough's Battles: Ramillies and Malplaquet  ( Decision Games - S & T # 256, 2009 ) - 『マールボロ公の戦い』(クロノノーツ ゲーム; ボードウォーク, 2009 )
- Mayday (GDW,1978) - 『メイデイ』(HJ,198x;国通,RPGamer#5,2004) - 1978年チャールズロバーツ賞(ファンタジー・SF部門)
- Merchant of Venus (AH, 1988:Fantasy Flight Games,2012(2nd)) - 『金星の商人』(HJ,198x;アークライト,2012(2nd))
- Mercury│Market Garden (Worthington Games ,2012) - 『マーキュリー|マーケット・ガーデン』(クロノノーツ ゲーム,2012) - マーキュリー作戦、マーケット・ガーデン作戦
- en:Midway (AH,1964,1992) - 『ミッドウェイ海戦』(HJ,198x;木屋通商,198x)
- Minsk '44 (Decision Games - World at War #22 ,2012) - 『ミンスク44』( ボードウォーク ,2012) - バグラチオン作戦
- Mystic Wood ( Gibsons , 1980 ; Ariel , 1980 ; AH ,1982 ) - 『ミスティックウッド : Mystic Wood』( HJ - タクテクス#27翻訳ルール,1986 )
- Mississippi Banzai (XTR,1990) - 『ミシシッピ:バンザイ』(国通-CMJ#28,1999)
- Modern Naval Battles: Global Warfare (Dan Verssen Games,2008) - 『Modern Naval Battles』(クロノノーツ ゲーム)
- 『MODERN NAVAL WAR イージーっす!』(グループ乾坤一擲(同人誌),2011) - 海上自衛隊・中国海軍・韓国海軍・インド海軍
- 『MODERN NAVAL WAR イージーっす!』:拡張セット1(グループ乾坤一擲(同人誌),2011) - 台湾・ロシア太平洋艦隊・オーストラリア・ベトナム
- 『MODERN NAVAL WAR イージーっす!』:拡張セット2(グループ乾坤一擲(同人誌),2011) - 欧州6カ国
- 『MONOEYE MS空戦シリーズ(1)』(SOLGER(同人誌),2011)
- Moscow Option: Guderian's Gambit (XTR - Command magazine#37,1996) -『Moscow Option』(国通-CMJ#29,1999)

## N
- Naktong Bulge: Breaking the Perimeter (Decision Games,2010) - 『ナクトン川のバルジ』(クロノノーツ ゲーム; ボードウォーク , 2010 ) - Folio Series
- Napoleon (Gamma II,1974: AH,1977(2nd):Columbia Games 1993(3rd初版),2009(3rd2刷),Napoleon: The Waterloo Campaign, 1815,2013(4th)) - 『英雄ナポレオン』( HJ, 198x(AH2nd) ); 『ナポレオン』 ( 木屋通商, 198x );『ナポレオン 4』(ボードウォーク,2013) - 通称「積木のナポレオン」
- Napoleon at the Crossroads (Operational Studies Group,2006) - 『ナポレオン・アット・ザ・クロスロード』(ボードウォーク,2011) - ライプツィヒの戦い
- Napoleon at Waterloo (SPI, 1971,1979) - 『ワーテルロー』(HJ - タクテクス#25,1985)
- The Napoleonic Wars (GMT,2002) - 『The Napoleonic Wars』(クロノノーツ ゲーム)
- Napoleon's Art of War (SPI - S$T#75,1979;SPI,1979(Box)) - 『ナポレオン戦術』(HJ,198x) - シナリオ：Eylau(アイラウの戦い)とDresden(ドレスデンの戦い)
- Napoleon at Leipzig 5th (Operational Studies Group,2013) - 『ナポレオン・アット・ライプチヒ第5版』(ボードウォーク,2013) - 「リーバートヴォルクヴィッツの戦い」、「ヴァッハゥ-メッカーンの戦い」、「ライプツィヒの戦い」、「ハーナウの戦い」及び連結プレイ
- Napoleon: The Waterloo Campaign, 1815 (Gamma II,1974: AH, 1974,1977(2nd):Columbia Games 1993(3rd),2009(3rd初版),2013(4th2刷)) - 『英雄ナポレオン』( HJ, 198x(AH2nd) ); 『ナポレオン』 ( 木屋通商, 198x );『ナポレオン 4』(ボードウォーク,2013)
- Narvik (GDW,1974,1980) - 『ナルビク強襲』(HJ,198x) - Europa Series
- Nations in Arms: Valmy to Waterloo (Compass Games,2012) - 『Nations in Arms: Valmy to Waterloo』(クロノノーツ ゲーム,2013)
- NATO: The Next War in Europe(VG,1983) - 『NATO』(HJ,198x)
- NATO DIVISION COMMANDER (SPI, 1980) - 『NATOディビジョン』(HJ,198x)
- Naval War (Battle Line,1979;AH,1983) - 『ネイバルウォー』( HJ - タクテクス#33翻訳ルール,1986 )
- Napoleon at the Berezina ( LPS - Against the Odds# 4,2003) - 『Napoleon at the Berezina』( a-gameshop , 2003)
- Napoleon at the Crossroads  (Operational Studies Group) - 『ナポレオン・アット・ザ・クロスロード』(ボードウォーク) - ライプツィヒの戦い
- Napoleon's Art of War (SPI - S&T#75,1979) - 『ナポレオン戦術』(HJ,198x) - シナリオ(Eylau,Dresden)
- Napoleon's War: The 100 Days (Worthington Games ,2010) - 『ナポレオンの戦い 百日戦争』(ボードウォーク,2011) - シナリオは、1815年のリニーの戦い、1815年のカトル・ブラの戦い、1815年のワーブルの戦い、1815年のワーテルローの戦いの4つの会戦
- Napoleon's War: Battle Pack I (Worthington Games ,2010) - 『ナポレオンの戦いバトルパック1』(ボードウォーク,2011) - シナリオは、1801年のアレキサンドリアの戦い、1806年のイエナの戦い、1806年のアウエルシュタットの戦い、1811年のブサコの戦いの4つの会戦。プレイには『ナポレオンの戦い 百日戦争』が必要。
- Napoleon's War: Battle Pack II - America's War (Worthington Games ,2010) - 『ナポレオンの戦いバトルパック2』(ボードウォーク,2011) - シナリオは、1812年のクイーンストン・ハイツの戦い、1814年のチパワーの戦い、1814年のブレイデンスバーグの戦い、1814年のニューオーリンズの戦いの4つの会戦。プレイには『ナポレオンの戦い 百日戦争』が必要。
- Napoleon's War II: The Gates of Moscow (Worthington Games ,2011) - 『ナポレオンの戦い2』(ボードウォーク,2011) - シナリオは、1800年のマレンゴの戦い、1805年のアウステルリッツの戦い、1809年のアスペン=エスリングの戦い、1812年のボロジノの戦いの4つの会戦
- The Next War (SPI,1978) - 『[現代ヨーロッパの攻防』( HJ,198x )
- Nightfighter (GMT,2011) - 『Nightfighter』(クロノノーツ ゲーム)
- Nippon Rails  (Mayfair Games,20xx) - 『ニッポン レイルズ』(ボードウォーク,2011)
- Nijmegen Bridge (Victory Point Games,2013) -『マーケット・ガーデン:ナイメーヘン橋』(ボードウォーク,2013)
- No Question Of Surrender (Multi-Man Publishing,2012) - 『ノー・クエスチョン・オブ・サレンダー』(サンセットゲームズ,2012) - 北アフリカ戦線の自由フランス軍の活躍をテーマにしたゲーム
- NO RETREAT (Victory Point Games,2008) - 『NO RETREAT!』(国通 , 2009) - ワールド・ウォー・シリーズ 国通版には、エキスパンション・キット『NA BERLIN!』同梱
- No Retreat 2 (Victory Point Games,2011) - 『ノー・リトリート2』:アフリカ戦線1940-42(ボードウォーク,?)
- North Wind Rain ( LPS - Against the Odds#5 ,2003) - 『北の風／雨』( a-gameshop , 2003) - 関東軍とソ連軍の架空戦
- Norway 1940 (Quarterdeck, 1981) - 『ドイツ海軍の栄光』(HJ,198x)
- 『Norway!』(EX-178(中黒靖の同人誌),Bon Sai Games#2,2013)

## O
- OGRE (Metagaming,1978 ; Steve Jackson,1982,1987) - 『オーガ』(HJ,1988) - 『オーガ:デザイナーズ・エディション』(ボードウォーク,2013)
- Oil War: Iran Strikes(Decision Games-MODERN WAR#2,2012) - 『オイル・ウォー： イラン・ストライクス』(国通-a-games,2012)ルールのみ日本語訳
- OKINAWA (3W (World Wide Wargames) - Wargamer#55,1985) - 『沖縄』(国通 - CMJ#44,2002)
- The Old Contemptibles (Decision Games - S&T#228,2005) - 『モンスの戦い』(国通 - CMJ#86,2009)
- Onslaught (TSR/SPI,1987;Protocol Productions,?) - 『オンスロート』(国通 - CMJ#64,2005)
- Operation Anaconda: Battle in Afghanistan, March 2002(Decision Games - S&T#276,2012) - 『アナコンダ作戦─アフガニスタンの戦い、2002年3月』(国通-a-games,2012)ルールのみ日本語訳
- Operation Cartwheel (Against the Odds - 2008 ATO Annual ,2008 ) - 『Operation Cartwheel』(クロノノーツ ゲーム)
- Operation Grenade (SPI,1981) - 『オペレーション・グレネード』(HJ,198x)
- Operation Husky: The Campaign for Sicily  (Steve Bohn Games,1996) - 『シチリア撤退作戦』(国通 - Command 別冊#7,199x)
- Operation Jubilee (Decision Games - S&T#265,2011) - 『ジュビリー作戦』( ボードウォーク,2011 ) - ディエップの戦い
- OPERATION MARKET-GARDEN： DESCENT INTO HELL (GDW Games,1985) - 『マーケット・ガーデン作戦』(国通 - CMJ#115,2014)
- Operations Olympic & Coronet (Decision Games - World at War #27 ,2012) - 『オリンピック作戦&コロネット作戦』( ボードウォーク ,2012) -大東亜戦争末期に日本の降伏が遅れていたら行われていたであろう九州への上陸作戦オリンピック作戦と、昭和21年3月に予定されていた湘南海岸や九十九里浜から関東平野への上陸作戦コロネット作戦。
- Operation Star[7] ( SPI , 1979 ) - 『星作戦』( HJ - タクテクス#51,1988 )
- Operation Sea Lion: Britain's Final Hour (XTR - Command#45,1997) - 『イギリス本土決戦』(国通 - Command 別冊#10,199x)
- Operation Shingle: The Anzio Beachhead  (Decision Games - World at War #33,2013) - 『シングル作戦: アンツィオ橋頭保1944年1月22日-3月3日』(ボードウォーク,2013) - アンツィオの戦い
- Operation Typhoon (SPI,1978) - 『モスクワ侵攻作戦』(HJ,198x)
- en:Origins of World War II ( AH, 1971 ) - 『第2次世界大戦の外交戦』( HJ, 198x) ;『オリジン』( 木屋通商, 198x )

## P
- Pacific Battles: Guadalcanal ( Decision Games - World at War #23,2012) - 『パシフィック・バトルズ: ガダルカナル』( クロノノーツ ゲーム ,2012;ボードウォーク ,2013)
- Pacific Typhoon (GMT,2008) - 『Pacific Typhoon』(クロノノーツ ゲーム)
- Pacific War (VG,1985) - 『Pacific War』(HJ,1987)
- PanzerArmee Afrika (SPI - S&$#40 ; AH,1982) - 『砂漠のロンメル』(HJ,198x)
- PanzerBlitz ( AH, 1970 ) - 『パンツァーブリッツ』( HJ, 198x; 木屋通商, 198x ) - 東部戦線におけるドイツ軍とソ連軍の戦いを取り扱う。ユニットはソ連軍は中隊単位、ドイツ軍は小隊単位。
- Panzerblitz 2: Hill of Death  (Multi-Man Pub) - 『パンツァーブリッツ2』(ボードウォーク) - Panzerblitzのシステムにチットシステムを融合させたゲーム 1944年6月27日から7月22日までのHill 112をめぐる戦い
- en:Panzergruppe Guderian ( SPI - S&T#57 , 1976 ;AH,1984 ; L2 Design Group , 2008 ) - 『グデーリアン装甲集団（パンツァーグルッペ・グデーリアン）』( HJ - タクテクス#25翻訳ルール,1985 )
- 『Panzergruppe Kleist』(HJ,198x)
- Panzerkrieg ( OSG , 1978 ; AH ,1983 ; COSi , 1994 ) - 『パンツァークリーグ』( HJ - タクテクス#30,#31,#32 翻訳ルール,1986 :シックス・アングルズ - シックス・アングルズ別冊#10,2014)
- Panzer Leader (AH, 1974) - 『パンツァーリーダー』(HJ,198x) - PanzerBlitzのシステムを用いて西部戦線を取り扱う。
- Partizan! ( Decision Games - World at War# 16,2011 ) - 『パルチザン!』( ボードウォーク , 2011)
- Patton's 3rd Army  (SPI - S&T#78,1980) - 『猛将パットン : Patton's 3rd Army』(HJ,198x) ;『パットン第3軍』(国通 - CMJ#81,2008) - Victory in the Westシリーズ
- Paul Koenig's Market Garden: Arnhem Bridge (Victory Point Games,2011) - 『ARNHEM BRIDGE』(a-gameshop,2012) - Paul Koenig's Market Gardenシリーズ、「アルンヘム」「アイントホーフェン」「ナイメーヘン」の3作
- Pax Britanica (AH, 1985) - 『パックス・ブリタニカ』(HJ,198x)
- Peloponnesian War (VG,1991) - 『ペロポネソス戦争』( HJ - 季刊タクテクス#6 翻訳ルール,1992)
- Persian Gulf: Battle for the Middle East  (GDW,1986) - 『ペルシアンガルフ』(HJ,198x)
- Phantom Leader (Dan Verssen Games,2010) - 『Phantom Leader』(クロノノーツ ゲーム)
- The Plot to Assassinate Hitler (SPI,1976) - 『ヒトラー暗殺』(HJ - タクテクス#59,1988)
- The Pocket at Falaise (Against the Odds;AtO#27,2009) - 『The Pocket at Falaise』(クロノノーツ ゲーム) - ファレーズ・ポケット
- Poitiers 1356 et Formigny 1450 (History&Colectors - Vae Victis#26,1999) - 『Poitiers 1356/Formigny 1450』(クロノノーツ ゲーム)
- Poland '39: The Nightmare Begins (XTR,1992) - 『電撃戦1939』(国通 - Command 別冊#3,199x)
- POLAND CRUSHED (Schutze Games,2012) - 『POLAND CRUSHED』(a-games,2014) - ポーランド侵攻
- Polis: Fight for the Hegemony (Pegasus Spiele,2012) - 『ポリス:ペロポネソス戦争』(ボードウォーク,2014)
- Port Arthur (XTR - command magazine#19,1992) -『ポート・アーサー』(CMJ#06,1996)
- PQ-17 (GMT,2009) - 『PQ-17』(クロノノーツ ゲーム)
- Price of Honour:Poland 1939 exp (Deutschland,?;Phalanx Games,?;Asyncron Games,?;Academy Games,2010) - 『コンフリクト・オブ・ヒーローズ』:Poland 1939 exp(ボードウォーク,20??) - Conflict of Heroes: Awakening The Bear!と「Conflict of Heroes: Storms of Steel」のエキスパンションゲーム
- The Punic Wars (SPI - S&T#53,1975) - 『ポエニ戦争』(HJ - タクテクス#37,1986)
- Pursuit of Glory (GMT,2008) - 『Pursuit of Glory』(クロノノーツ ゲーム)

## Q
- Quirks (EON Games,1980) - 『クァークス』(ツクダホビー,198x ; Sunset,200x)

## R
- Race For Tunis (GDW,1992) - 『レース・フォー・チュニス』(国通 - CMJ#91,2010)
- 『Race to Kyoto 1946』(チームTFS(同人),2012) - 1946年まで太平洋戦争が続いている仮想線
- Race to Reichstag: Berlin, 1945(Decision Games-World At War#26,2012) - 『レース・トゥ・ライヒスターク： ベルリン1945』(ボードウォーク,2012) - 日本語訳ルール付き
- 『Race to Tokyo: Battle for Japan,1946』(国通 - CMJ#102,2012) - 『Battle for Germany』同梱
- Pacific Battles Volume 1, The Rising Sun ( Decision Games , 2002 ) - 『Pacific Battles , The Rising Sun』( クロノノーツ ゲーム , 200x ) - 収録作品は、Pacific Battles ; The Fall of Singapore ; Struggle on Bataan ; Turning Point: Guadalcanal
- RAF (West End Games,1986) - 『RAF』(HJ,1986)
- Ragnarok (SPI,1981) - 『ラグナロック - 神々の黄昏』(HJ - タクテクス#50,1988)
- Rebel Raiders on the High Seas (GMT,2013) - 『Rebel Raiders on the High Seas』(クロノノーツ　ゲーム,2013)
- Reconquista! (Decision Games - S&T#279,2013) - 『レコンキスタ!』(クロノノーツ　ゲーム,2013)
- Red Army (GDW, 19xx) - 『白ロシア大作戦』(HJ,198x)
- Red Dragon Rising: The Coming War With China (Decision Games - S&T#250,2008) - 『レッド・ドラゴン・ライジング』(国通 - CMJ#92,2010)
- Red Dragon/Green Crescent (Decision Games - MODERN WAR #1,2011) - 『レッド・ドラゴン／グリーン・クレッセント』(国通 - a-gameshop,2012)
- Red Star / White Star (SPI,1972) - 『米ソ戦争』(HJ,198x)
- Red Steel: Clash Of Armor At Kishinev (AvalanchePress.,1996) - 『Red Steel: Clash Of Armor At Kishinev』(クロノノーツ ゲーム) - World War Two Battles Series
- Red Sun Rising (SPI,1977) - 『戦略級日露戦争』( Six Angles - シックス・アングルズ別冊#5 , 2007 )
- Reichswehr& Freikorps (Decision Games - S&T#273,2012) - 『ライヒスヴェーア& フライコール』( クロノノーツ ゲーム,2012) - 1920年のスパ会議(第一次世界大戦の賠償)が決裂し、ソヴィエト軍とドイツ軍が交戦状態に陥いる仮想戦シナリオ
- Republic of Rome (AH,1990;Valley Games,2009;Edge Entertainment,2011) - 『共和政ローマ』( HJ - 季刊タクテクス# 3翻訳ルール,1991 )
- en:Richthofen's War (AH,1972) - 『リヒトホーフェン』( HJ, 198x ; 木屋通商, 198x )
- Richard III:Wars of the Roses(Columbia Games,2009) - 『リチャード三世』(サンセットゲームス,2012)
- Ring of Fire (Moments in History,1994) - 『リング・オブ・ファイヤー』(国通 - CMJ#14,1997;国通 - コマンド別冊#18,2001)
- Medina de Rioseco 1808  (History&Colectors - Vae Victis#83,2008) - 『Rioseco 1808』(クロノノーツ ゲーム)
- en:Rise and Decline of the Third Reich (AH,1974,1976,19981,1984) - 『第三帝国』( HJ, 198x ; 木屋通商, 198x )
- 『Road to Dumascus1973』(グランペール(同人誌),2011) - 「HHB1973」続編
- Road to the Rhine (GDW,1979,1981) - 『ラインへの道』(HJ,198x)
- 『ROMAN TRIUMPH』(旧GJ#47,1997)
- 『Rommel at Gazala』(CMJ#15,1997) - Rommel at Gazala (XTR - command magazine#34,1995)
- Roads to Stalingrad :Campaign Commander Volume I (Bellica 3rd Generation,20xx) - 『ローズ・トゥ・スターリングラード』(ボードウォーク)
- The Road to St. Die (Chris Harding Simulations,2012) - 『The Road to St.Die』( a-gameshop , 2014)
- Rock of the Marne  (The Gamers) - 『ロック・オブ・ザ・マルヌ』(ボードウォーク) - 1918年春季攻勢
- Roundhammer 1943 (HEXASIM,2012) - 『ラウンドハンマー 1943』( a-gameshop ,2012) - LIBERTY ROADSのエキスパンション1943年イタリア戦線仮想戦
- 『Royal Navy』(CMJ#41,2001) - Royal Navy (Quaterdeck,1984)
- Russia Beseiged (L2 Design Group,2004) - 『大祖国戦争』(国通 - Command Best#10,2008)
- en:The Russian Campaign (Jedcko , 1974: Avalon Hill,1976, 1977: L2 Design Group, 2003) - 『独ソ戦』(HJ,198x) ;『独・ソ戦』(木屋通商,198x)
- THE RUSSIAN CAMPAIGN 2 (Jedko ,1974,1975) - 『独ソ戦 2』(国通 CMJ#33,2000 , 2010 )
- Russian Front (AH, 1985) - 『ロシアンフロント』(HJ,198x)
- RUSSIAN FRONT 1941-45  (G. Graber,?) - 『独ソ戦 ソリティア』(ボードウォーク) - 独ソ戦カードゲーム
- Russian Civil War 1918-22 (Decision Games - S&T #267, 2011) - 『ロシア内戦、1918-1922』(ボードウォーク, 2011)
- The Russo-Japanese War （GDW,1975 -『ポート・アーサー』(国通 - CMJ#55,2004)

## S
- Saipan: The Conquest of Marianas[10] ( Decision Games , 2010 ) - 『マリアナ諸島の制圧』(ボードウォーク, 2010 ) - Folio Series
- Saipan & Tinian (Legion Wargames,2010) - 『SAIPAN/TINIAN』( a-gameshop ,2012) - Island War Series - Volume I
- Samurai (Battleline1979 ; AH,1980) - 『日本武将の戦い』(HJ,198x) ; (木屋通商,198x)
- SAMURAI (GMT , 1993) - 『侍』(クロノノーツゲーム , 1993 ルール訳のみ) [11]
- Samurai and Katana (Clash of Arms, 1999) - 『サムライ＆カタナ』(プレイスペース広島)
- SAMURAI BATTLES(Zvezda,2012) - 『SAMURAI BATTLES』(国通 - a-games shop,2012)[12]
- Samurai Sunset (XTR - command magazine#3,1990) -『Samurai Sunset』(国通-CMJ#02,1995)
- Samurai The Cardgame ( Rio Grande Games ) - 『サムライ・ザ・カードゲーム』( ボードウォーク,?)
- The Santiago Campaign, 1898 ( Decision Games - S & T # 258, 2009 ) - 『サンチャゴ・キャンペーン』( ボードウォーク,2009 )
- Saratoga (GMT,1998) - 『Saratoga』(クロノノーツ ゲーム) - サラトガの戦い
- Screaming Eagles in Holland  (The Gamers) - 『スクリーミング・イーグルス』(ボードウォーク) - マーケット・ガーデン作戦
- Second Battle of Kharkov: Strike & Counter Strike, May 1942  (Decision Games - S&T#,271) - 『第二次ハリコフ戦:ストライク&カウンターストライク』(ボードウォーク,2011)
- Second Front Now(XTR - command magazine#44,1997) - 『Second Front Now』 (国通-CMJ82号,2008)
- Second Kharkov: Strike & Counterstrike, May 1942  ( Decision Games - Strategy & Tactics #271 , 2011 ) - 『Second Kharkov: Strike & Counterstrike, May 1942』( ボードウォーク, 2011 ; a-gameshop , 2011 )
- The Sedan Campaign, 1870 (Decision Games - S&T#224,2004) - 『セダン・キャンペーン』(国通-CMJ#73 2007)
- Sedan, May 1940 (Decision Games - World at War #24 ,2012) - 『フランス決戦:セダンの戦い』( ボードウォーク ,2012)
- 『Seelow＆Kustrin1945(ゼーロフ&キュストリン1945)－東部戦線の終焉』(Six angles-シックス・アングルス#7,2001,シックス・アングルス#15[13],2012,山崎雅弘)[14]
- Sekigahara: Unification of Japan (GMT,2011) - 『Sekigahara』(クロノノーツ ゲーム)
- The Seven Days of 1809 (Operational Studies Group) - 『セブンデイズ1809』(ボードウォーク) - 1809年のオーストリアのバイエルン侵攻
- The Seven Days of 1809 (Operational Studies Group,2004) - 『セブンデイズ』(ボードウォーク,2011) - 1809年のバイエルンにおけるオーストリア軍とフランス軍との戦い
- Seven Pines  (The Gamers) - 『セヴン・パインズ』(ボードウォーク) - セブンパインズの戦い
- 『S.F.3.D』(HJ,198x) - S.F.3.D. Original  (Twentieth Century Imports, USA ,1984)
- 『S.F.3.DII』(HJ,198x) - S.F.3.D II Operation Faserei (Twentieth Century Imports, USA ,1986)
- 『SGデザインキット』(国通 - コマンド別冊#15,2000) - シミュレーションゲームの作成を手助けするツール集
- Shanghai Trader (Panther Games, 1986) - 『上海トレーダー』(HJ,198x)
- Shenandoah (Columbia Games,2012) - 『シェナンドー』(クロノノーツ ゲーム,2012) - 南北戦争のバレー方面作戦
- Shifting Sands  (Multi-Man Pub) - 『シフティング・サンズ』(ボードウォーク) - 北アフリカ戦線全域を扱う1940年から1943年までのキャンペーンゲーム
- SHILOH:BLOODY APRIL , 1862 (Decision Games - S&T#264,2011) - 『シャイロー：流血の4月、1862年』(クロノノーツ ゲーム;ボードウォーク; a-gameshop)
- Shiloh: Grant Surprised (Decision Games ,2010) - 『Shiloh: Grant Surprised』(クロノノーツ ゲーム) - Folio Series
- Slim to None: The Campaign Along the Slim River, January 1942  (High Flying Dice Games,2011) - 『Slim to None』(ボードウォーク,2013) - マレー作戦(スリム防衛線)
- Showdown The Coming Indo-Pakistani War ( Decision Games , 2010 ) - 『決着: 次期印パ戦争』(クロノノーツ ゲーム;ボードウォーク,2010) - Folio Series
- Shogun Triumphant (XTR - Command#23 , 1993) - 『決戦！関ヶ原』(国通-CMJ#54,2003)
- Sicily: The Race for Messina (SPI - S&T89,1981) - 『シシリー上陸作戦』(HJ,198x) - Victory in the Westシリーズ
- Siege of Leningra,The (Jagdpanther Publications,1976) - 『レニングラード包囲戦』(国通-CMJ#117,2014)
- 『Six Angles Collection:シックス・アングルズ・コレクション』 :4Games in 1 Package (Six Angles,200x,sunset , 2002) - zapolozhe 1943(ザポロジー1943) , Okehazama 1560(桶狭間1560) , Sakhalin1945(サハリン1945) , Gettysburg1863 (ゲティスバーグ1963)
- The Six Days War 1967 (Decision Games -Modern War #4,2013) - 『六日戦争』(ボードウォーク - 2013)
- Sixth Fleet (VG,1985) - 『第6艦隊』(HJ,198x)
- SMOLENSK 20 (Victory Point Ganes,2008) - 『SMOLENSK 20』expansion kit(a-gameshop,2012) - 『BORODINO 20』エキスパンションキット
- Sniper! (SPI,1973;TSR,1986) - 『スナイパー』(HJ,1988)
- Soft Underbelly ( Decision Games - World at War# 15,2010 ) - 『ソフト・アンダーベリー』( ボードウォーク , 2010)
- Soldier Kings (Avalanche Press,2002) - 『ソルジャー・キングス』(ボードウォーク)
- SOLOMONS CAMPAIGN (SPI,1973;Decision Games - World At War#2,2008) - 『Solomons Campaign』(国通 - CMJ#90,2009)
- Somosierra 1808 (History&Colectors - Vae Victis#83,2008) - 『Somosierra1808』(クロノノーツ ゲーム)
- South Seas Campaign (Decision Games - World at War# 18,2011) - 『南太平洋キャンペーン』( ボードウォーク , 2011)
- The Spanish Civil War 1936-1939 (GMT,2010) - 『The Spanish Civil War』(クロノノーツ ゲーム)
- Sparta vs. Athens (Decision Games - S&T#286,2014) - 『スパルタ vs. アテナイ』(ボードウォーク,2014)
- The Speed of Heat (Clash of Arms Games,1992) - 『Speed of Heat』(クロノノーツ ゲーム,2013)
- Spies! (SPI,1981 ; TST/SPI,1984) - 『スパイズ』(HJ,198x)
- A SPLENDID LITTLE WAR: The 1898 Santiago Campaign(Khyber Pass Games,2009) - 『A SPLENDID LITTLE WAR（素晴らしき小さな戦争）』(国通,a_game_shop,201x)
- SPQR (GMT,1992) - 『SPQR』(クロノノーツ ゲーム)
- 『SPT』: SPT ツクダホビー , 198x) - 蒼き流星SPTレイズナー
- Squad Leader (AH, 1977) - 『戦闘指揮官』(HJ, 198x) ; 『スコード・リーダー』 (木屋通商, 198x) - SquadLeaderシリーズ
- SS Panzer: Bloodbath at Kursk (XTR - command magazine#36,1996) - 『SS Panzer：クルスク大戦車戦 : Bloodbath at Kursk』(国通-CMJ#11,1996- Command Best#03,200x)
- 『SSゲームデザインキット』(翔企画,198x)
- Stalingrad (AH,1963,1974) - 『スターリングラード攻防戦』(HJ,198x)
- Stalingrad Pocket (The Gamer,1992) - 『スターリングラード・ポケット』(国通 - Command Magazine 別冊#5,1997) - 1992年チャールズ・ロバーツ賞を(ディーン・N・エスイグ 山崎雅弘)受賞
- en:Starship Troopers ( AH,1976,1997 ) - 『宇宙の戦士』( HJ, 198x ) ;『宇宙船軍団』( 木屋通商, 198x )
- Stalin's War (GMT,2010) - 『Stalin's War』(クロノノーツ ゲーム)
- StarForce 'Alpha Centauri': Interstellar Conflict in the 25th Century (SPI,1974) - 『スターフォース』(HJ,198x)
- Sticks & Stones (Metagaming,1978) - 『人類創世期 Sticks & Stones 石器時代の戦い - B.C.10,000』(HJ - タクテクス#45,198x)
- Storms of Steel! Kursk 1943 (Academy Games,2009;Asyncron Games,2009;Wargames Club Publishing,2010;Phalanx Games Deutschland,2010) - 『コンフリクト・オブ・ヒーローズ』: Storms of Steel! - Kursk 1943(ボードウォーク,20??) - クルスクの戦い(分隊レベル)
- Storm over Arnhem (AH ,1981) - 『アルンヘム強襲』 （HJ - 198x )
- Stones River: Turning Point in Tennessee ( Decision Games , 2010) - 『Stones River: Turning Point in Tennessee』( クロノノーツ ゲーム , ) - ストーンズリバーの戦い(南北戦争)
- Strike North (XTR - command magazine#39,1996) - 『Strike North』(国通-CMJ#25,1999)
- Sturm Nach Osten  (3W Wargamer #19 , 1982 ) - 『東方への突撃』(Six angles - シックス・アングルズ別冊#8 , 2011 )
- St.Vith[15] (SPI,1978 ; TSR/SPI,1983 ; Decision,1994) - 『サン・ヴィット』(HJ - タクテクス#63,1989)
- Submarine(Battleline,1976;AH,1978) - 『サブマリン』(HJ,198x)
- Subrise of Victory (XTR - command magazine#2,1990) - 『Subrise of Victory』(国通-CMJ#09,1996)
- Successors (2nd Edition) (AH, 1997) - 『サクセサーズ』(HJ,199x)
- The Sun of Austerlitz  (Operational Studies Group,2003) - 『アウステルリッツの太陽』(ボードウォーク,2011) - Napoleon at Bayシステム
- Sun of York (GMT,2005) - 『Sun of York』(クロノノーツ ゲーム) - 薔薇戦争
- Supercharge : Battle of El Alamein October 1942 (SPI , 1976) - 『砂漠の戦い-エル・アラメイン』(HJ - タクテクス#44,1987)
- Sword and the Stars (SPI,1981) - 『銀河帝国の興亡』(HJ,198x)
- Sword of Rome (GMT,2004) - 『Sword of Rome』(クロノノーツ ゲーム)

## T
- Tactics II (AH, (1958, 1961, 1972) - 『タクテクスII』(HJ,198x);『タクティクスII』(木屋通商,198x)
- Tannenberg 1914  (Three Crowns Game Productions,2011;Multi-Man Publishing,2012) - 『タンネンベルク会戦』(国通-CMJ#116,2014)
- Task Fofce (SPI, 1981) - 『大西洋艦隊』(HJ,198x)
- The Third World War (GDW,1984) - 『サードワールドウォー』(HJ,198x)
- Their Finest Hour  (GDW, 1976,1982) - 『英国本土決戦』(HJ,198x) - Europa Series
- There Must Be a Victory (Against the Odds;AtO#26,2009) - 『There Must Be a Victory』(クロノノーツ ゲーム)
- The Tigers are Burning (World Wide Wargames(3W) ,1988) - 『The Tigers are Burning』(CMJ#49,2003)
- The Third World War (GDW, 1984) - 『サードワールドウォー』(HJ,198x)
- Thirty Years War  ( SPI , 1976 ) - 『Thirty Years War』(HJ, 198x) - 収録作品は、NORDLINGEN, LUTZEN, ROCROI ,FREIBURG
- Thirty Years War (Decision Games , 1995) - 『30 Years War Quad』(クロノノーツ ゲーム , 2005) - 収録作品は、Lutzen : Nordingen : Rocroi : White Mountain
- Ticonderoga: The Battles for Lake George, 1755-58 (Decision Games,S&T#277,2012) - 『タイコンデロガ： ジョージ湖の戦い』 (国通-a_game_shop,2012)
- Tigers in the Mist (Moments in History,1998) - 『Tigers in the Mist』 (国通-CMJ#56,2004)
- Tiger of Malaya:The Fall of Singapore, 1941?1942 (AvalanchePress.,2006) - 『Tiger of Malaya』(クロノノーツ ゲーム) - World War Two Battles Series
- TIME TRIPPER (SPI,1980) - 『タイムトリッパー』(HJ,198x)
- Time War(YAQ,1979)
- en:Titan (Gorgonstar,1980,AH,1982 ; Valley Games,2008) - 『タイタンの掟』(HJ, 198x)
- Titan Strike (SPI,1979) - 『タイタンストライク』(HJ - タクテクス#28,1986)
- Tobruk(AH,1975) - 『トブルク戦車戦』(HJ,198x)
- To Make Georgia Howl  (Pacific Rim Publishing) - 『アトランタ戦役』(ボードウォーク) - アトランタの戦い
- 『To the Far Seas』(HJ - タクテクス#49,1987)
- trajan  (Ammonite Spiele,201x) - 『トラヤヌス』(ボードウォーク,2011) - パックス・ロマーナ時代の有力者になって権力を得ていくカードゲーム
- Trireme (Battleline,1973 ; AH, 1980) - 『ギリシヤ・ローマ海戦』(HJ,198x)
- Trojan War (Metagaming,1981) - 『トロイ戦争』(HJ - タクテクス#62,1989)
- troyes  (Z-MAN Games,20xx) - 『トロワ』(ボードウォーク) - フランス・シャンパーニュ地方のトロワを400年にわたって発展させるマルチゲーム
- Turning Point: Stalingrad (AH,1989) - 『ターニングポイント・スターリングラード』( HJ - 季刊タクテクス#1 翻訳ルール,199x )
- Turning the Tables~the Axis Defeat of the Soviet Spring '42 Offensive (Moments in History,1998) - 『Turning the Tables』(国通 - CMJ#56,2004)
- TV WARS (AH, 1987) - 『TVウォーズ』(HJ,198x)
- Twilight Struggle Deluxe Edition - 2011 Reprint (GMT,2005, 2006, 2008, 2009) - 『Twilight Struggle Deluxe』(クロノノーツ ゲーム)

## U
- Ukraine '43 (GMT 2000) - 『ウクライナ'43』(CMJ#60,2004;CMJ#63,2005(追加ユニット))
- 『ウクライナ'44』(国通 - CMJ#70,2006)
- en:Up Front (AH,1983) - 『アップフロント』(HJ,1984)
- Urban Sprawl (GMT,2011) - 『Urban Sprawl』(クロノノーツ ゲーム)
- USN Deluxe (Decision Games,2004) - 『USN Deluxe』( a-gameshop , 2004)
- USAAF: US Strategic Bombing, 1944 ( Decision Games - World at War# 4,2008 ) - 『US Strategic Bombing, 1944』( ボードウォーク , 2008)
- Unhappy King Charles! (GMT,2008) - 『Unhappy King Charles!』(クロノノーツ ゲーム) - イングランド内戦

## V
- Velikye Luki (Moments in History,2000) - 『ヴェリキエ・ルキ攻防戦』( 国通 , CMJ#76 , 2007)
- Verdun: A Generation Lost (Against the Odds - AtO 2009 Annual,2009) - 『Verdun: A Generation Lost』(クロノノーツ ゲーム)
- Victory at Midway (XTR - command magazine#14,1992) - 『ミッドウェイ・キャンペーン』(国通 - CMJ#04,1995;Command 別冊#6,1997)
- Victory at Sea (Jedko,1992) - 『Victory at Sea』(CMJ#32,2000)
- A Victory Denied  (Multi-Man Pub) - 『奪われた勝利』(ボードウォーク) - 「激闘!マンシュタイン軍集団」システムを用いたスモレンスク攻防戦
- Victory in Normandy (XTR,1993) - 『Victory in Normandy』(CMJ#05,1995)
- en:Victory in the Pacific (AH,1977) - 『太平洋の覇者（太平洋上の勝利）』(HJ,198x) ;『太平洋上の勝利』(木屋通商,198x)
- Vietnam Battles: Iron Triangle & Snoopy's Nose (Decision Games - Modern War #7,2013 ) - 『ベトナムの戦い:地獄の三角地帯&スヌーピーの鼻』( ボードウォーク , 2013) - Fire & Movementゲームシステム
- 『VitP八八艦隊ヴァリアント』(シミュレーションジャーナル - 旧GJ#45)
- 『V-MAX』:V-MAX (ツクダホビー,198x) - 蒼き流星SPTレイズナー
- Voyage of the B.S.M. Pandora (SPI - Ares#6,1981) - 『パンドラ号の航海』(HJ - タクテクス#31,1986)

## W
- Wagram[16] (SPI 1975) - 『ワグラム』(タクテクスNo.47,1987)
- Wake Island (Mayfair,1981) - 『Send Us More Japs! :ウェーキ島作戦：1941年12月11日』(HJ,タクテクス#11,)
- en:War at Sea - Battle of the Atlantic(AH 1976) - 『英独大西洋の戦い』(HJ,198x) ;『海戦』(木屋通商,198x)
- War and Peace ( AH, 1980 ) - 『戦争と平和』(HJ, 198x) - シナリオは、アウステルリッツの戦い(1805年)、イエナの戦い(1806～1807年)、ワグラムの戦い(1809年)、ロシア遠征(1812年)、諸国民の戦い(ライプツィヒの戦い)(1813年)、ナポレオンの百日天下(1814年)、ワーテルローの戦い(1815年)、半島戦争(1808～1814年)、スペイン戦争(1811～1814年)、グランドキャンペーン(1805～1815年)の10本
- War by Television: Kosovo, 1999(Decision Games - Modern War #9,2014) - 『テレビによる戦争:コソボ、1999年』(ボードウォーク, 2014)
- War For the Motherland ( Rampart Games , 1994 ) - 『母国のための戦争: 東部戦線1941 - 44』( Six Angles - シックス・アングルズ# 9 , 2004 )
- War in Europe (SPI,1976) - 『第二次欧州大戦』(HJ,1985)
- War in the Pacific (SPI,1978) - 『太平洋戦争』(HJ,1989)
- Washington's War (GMT,2010) - 『Washington's War』(クロノノーツ ゲーム)[17]
- 『WAS!WO?NORMANDIE!?』(シミュレーションジャーナル - 旧GJ#37)
- Waterloo (AH,1962) - 『ワーテルローの戦い』(HJ,198x) ;『ワーテルロー』(木屋通商,198x)
- Wave of Terror (XTR - command#41 ,1997) - 『ウェイブ・オブ・テラー:バルジの戦い』(国通 - Command 別冊#8,199x;コマンド・ザ・ベスト#12,2011;コマンドマガジン日本版特別復刻版第2号完全日本語版,2012) -1997年 チャールズ・S・ロバーツ賞
- Web and Starship (West End Games,1984) - 『ウェブ アンド スターシップ』(HJ,198x)
- Wellington (GMT,2005) - 『Wellington』(クロノノーツ ゲーム)
- WE MUST TELL THE EMPEROR :The Pacific Theater of WWII: 1941 to 1945 (Victory Point Games,2010) - 『ソリティア太平洋戦争』(国通 - コマンド別冊#21,2012)
- WE SHALL FIGHT ON THE MARNE (Whitedog GAMES,2010) - 『WE SHALL FIGHT ON THE MARNE』(a-games,2014) - マルヌ会戦
- West Wall [18]) (SPI,1976) - 『ウエストウォール』( Six Angles - シックス・アングルズ別冊第7号 , 2011 )
- Western Desert+The Near East (GDW,1982) - 『北アフリカ中東戦域』(HJ,1986) - Europa Series
- When Eagles Fight (XTR - command magazine#25,1993) - 『WHEN TIGERS FIGHT（両虎争闘）』(CMJ#21,1998 ; CMJ特別復刻版#1,2011)
- When Lions Sailed (Decision Games - S&T #268,2011) - 『17世紀、海上交易覇権争い』( ボードウォーク, 2011)
- When Tigers Fight (XTR - command magazine#26,1994) - 『When Tigers Fight』(国通 - CMJ#01,1995；国通 - コマンドマガジン日本版特別復刻版第1号,2011)
- Where Eagles Dare (Multi-Man Publishing,2012) - 『荒鷲たちの戦い』(サンセットゲームズ,2012) - Grand Tactical Series（GTS）
- 『Winds of Caribbean』(a-gameshop(同人)) - Wings of Warシステムで遊ぶ帆船の戦闘カードゲーム
- White Death-Velikiye Luki,TheStalingrad of the North (GDW,1979) - 『赤軍大反攻』 北方ウェルキエ・ルーキー包囲戦(HJ,198x;国通 - CMJ#96,2011) - ヴェリーキエ・ルーキの戦い
- Winterstorm (Decision Games - World at War #36 ,2014) - 『冬の嵐:ドイツ軍によるスターリングラード救出作戦』( ボードウォーク ,2014)
- White Ensign / Rising Sun (Moments in History,1997) - 『White Ensign / Rising Sun』(CMJ#12,1997)
- Wizard's Quest (AH,1979) - 『魔法の島の闘い』( HJ, 198x ); 『ウィザード・ケスト』 ( 木屋通商, 198x )
- Wiz War (Jolly Games,1985)
- Wooden Ships & Iron Men (Battleline Publications,1974;AH,1975) - 『帆船の戦い』(HJ,198x) ;『帆船時代』(木屋通商,198x)
- World War I (AH, 1975) - 『第1次世界大戦』(HJ,1986)
- 『WW3』(翔企画、198x)
- 『WWI: 1918＆英国戦車軍団』(国通 - コマンドマガジン別冊#20,20XX) - 1918: Storm in the West (XTR,1992)+ Royal Tank Corps (Moments in History,2000)

## Y
- YOM KIPPUR THE BATTLE FOR THE SINAI, OCTOBER, 1973 (The Gamers, Inc. 2002;Oriflam, 1995) - 『第4次中東戦争』(CMJ#65 2005)

## Z
- 『ZAKU!』(SOLGER(同人),2007) - 機動戦士ガンダムの戦術級宇宙戦闘ゲーム
- 『Zaporozhye 1943』(Six angles - シックス・アングルス#1,1994,シックスアングルズ・コレクション,200x)
- Zitadelle: Duel for Kursk,5-13 July 1943 (3W,1992) - 『ツィタデレ：クルスクの決戦』( Six angles - シックス・アングルズ#13,2010)
- 『Zの鼓動』 : SIGN OF Z (ツクダホビー,198x) - 機動戦士Ζガンダム

## あ
- 『アイアンコンバット:戦術級ダグラム』(SOLGER(同人誌),2011)
- 『アウステルリッツの太陽』（アドテクノス,1987;シミュレーションジャーナル - GJ#33,2009)
- 『蒼き狼と白き牝鹿・元朝秘史 カードゲーム』(光栄,1992) - カードゲーム
- 『赤い夕陽のナポレオン』(国通-CMJ#52,2003)
- 『アークロイヤル』 :Ark Royal (ツクダホビー, 198x ) - タスクフォースシリーズ
- 『アクシズ U.C.0078』 :Axis U.C.0078 (ツクダホビー,1989) - ガンダム～
- 『アクシズの戦い』:QUIN-MANTHA (ツクダホビー,1990) - ガンダム～逆襲のシャア
- 『アジアン・フリート:Asian Fleet』 (国通 - Command Best#09,2007)
- 『アスターテ・アムリッツァ会戦』(ツクダホビー , 198x) - 銀河英雄伝説
- 『吾妻鏡』(さいたまゲームサークル(同人誌) - SLGamer #7,2012)
- 『アドバンスト・トブルク』(国通 - コマンド・エトセトラ,2005)
- 『アドバンスト・トブルク』 :追加シナリオセット(国通 - コマンド・エトセトラ,2005)
- 『アドミラル グラフ シュペー』:ADMIRAL GRAF SPEE(ツクダホビー,198x) - 198x
- 『ア・バオア・クー 攻防戦』(同人,?) - 機動戦士ガンダム
- 『アフリカンギャンビット』(アドテクノス,1983;シミュレーションジャーナル - GJ#27,2008)
- 『アボルダージュ』(国通-RPGamer#13,2005)[19]
- 『アリオン』( ツクダホビー , 1986)
- 『アリューシャン・キャンペーン』 (国通-CMJ#88,2009)
- 『アレキサンダーズ・トライアンフ』（アド・テクノス,198x）
- 『アレクサンドロスの遺産』(アド・テクノス,198x)
- 『アレクサンドロスの戦い』(国通 - コマンド別冊#1,1995)

## い
- 『石垣原の戦い』(ボードウォーク(同人委託),2014)
- 『家康最大の敗北』（アドテクノス,198x）
- 『伊賀対甲賀』(バンダイifシリーズ,198x) - 2800シリーズ
- 『イゼルローン要塞: ISERLOHN』( ツクダホビー , 198x ) - 銀河英雄伝説
- 『厳島の戦い』(国通 - CMJ#104,2012) - 「河越合戦 北条氏康の賭け」同梱
- 『異聞関ヶ原家康最大の誤算 : Alternative Sekigahar』(アドテクノス(朝日出版社) - シミュレーションゲームブック,1983)
- 『いちばん長い日』(Six Angles - シックス・アングルズ別冊#6号,2007)
- 『一年戦争』(TDF,2013) - Ζガンダム以前(機動戦士ガンダム、ポケットの中の戦争、スターダストメモリー、第08MS小隊)限定の戦略級

## う
- 『ウィングキャリバー』: WING CALIVER ( ツクダホビー , 198x ) - 聖戦士ダンバイン
- 『ヴィットマンの奮戦』(大日本絵画 - ゲームグラフィックス#8,1987)
- 『ヴェトナム戦争』(翔企画,198x)
- 『ヴェガ星域会戦記』(SOLGER,2012) - 銀河英雄伝説(ツクダホビー)のシステムで、銀河英雄伝説(6)飛翔篇 (創元SF文庫)からシリウス戦役内における、地球軍と反地球組織及び軍（ブラック・フラッグ・フォース）の戦いをシミュレートする作品。
- 『上野戦争』(シミュレーションジャーナル - GJ#21,2006)
- 『ウォーカーギャリア』:WORKER GARIA (ツクダホビー , 198x) - 戦闘メカ ザブングル
- 『ウォータイムエコノミー』(ゲーム工房スパ帝国(同人) - 月刊スパ帝国 Vol.19 ウォータイムエコノミー,2013) - 第二次世界大戦をテーマにした戦時経済ゲーム
- 『浮野の戦い』(国通 - CMJ#72,2006) - デザイナー:綿太閤（めんたいこ）
- 『ウーグモン』(国通 - CMJ#61 2005)
- 『失われた鍵』 : MIDGALD (ツクダホビー , 198x)
- 『失われた勝利』 : Verlorene Siege（エポック,198x ; sunset,2000(完全版))
- 『討入忠臣蔵』～元禄太平記～(国通 - ウォーゲーム日本史#4,2009)
- 『宇宙戦艦ヤマト』(バンダイifシリーズ,198x)
- 『宇宙戦艦ヤマト』(シミュレーションジャーナル - 旧GJ#48)
- 『宇宙戦艦ヤマト』:War Against the White Comet(同人,198x)
- 『宇宙戦艦ヤマト完結編』(バンダイifシリーズ,198x)
- 『うる星やつら恋は移り気』(ツクダホビー , 198x )
- 『うる星やつらスクランブル！ラムを奪回せよ！』 (ツクダホビー,198x)
- 『うる星やつら友引町買い食いウォーズ』(ツクダホビー , 198x)
- 『ウルトラマン』(バンダイifシリーズ,198x)

## え
- 『栄光の八八艦隊』(天下布武,198x) - カードゲーム
- 『英国の戦い』: Epoch Wargame Electronics #4: The Battle of Britain (エポック , 198x)
- 『英仏百年戦争』(シミュレーションジャーナル - GJ#8,2003) - Warriors of God(MMP,2008) - 2008年チャールズロバーツ賞(プレ20th部門)
- 『英雄三国志』: Chronicles of the Three Kingdoms （HJ,1986）
- 英烈千秋The Everlasting Glory: Chinese War of Resistance 1937-1945 (Formosa Force Games , 2012,山口宗春) - 『英烈千秋』(ボードウォーク,2012)
- 『エゥーゴ』 : A.E.U.G (ツクダホビー,198x)
- 『エキスパンションキット』(ツクダホビー,198x) - 重戦機エルガイム
- 『エプソム作戦』(HJ - タクテクス#6,198x)
- 『える★あらめいん』(アークライト,200x) - デッキ型カードゲーム
- 『エルガイムMARK-2』 : L.GAIM MARK-2 ( ツクダホビー , 198x ) - 重戦機エルガイム

## お
- 『オーガロイド』 : ORGUROID (ツクダホビー , 198x ) - 超時空世紀オーガス
- 『オーラバトラー : AURA BATLER』 (ツクダホビー , 198x ) - 聖戦士ダンバイン
- 『オールスターベースボール』(翔企画)
- 『近江合戦記』(TSS(同人),2009) - 野良田の戦い,姉川の合戦
- 『大阪夏の陣』(バンダイifシリーズ,198x)
- 『大阪夏の陣』: Epoch Wargame Electronics #7: The Siege of Osaka in the Summer (エポック , 198x)
- 『大空のサムライ』(エポック社,198x)
- 『オクトバー・タイフーン』: Operaition October Typhoon(ツクダホビー,198x)
- 『桶狭間:Okehazama 1560』(Six angles - シックス・アングルス#2,1995,- シックスアングルズ・コレクション,200x)
- 『小澤機動部隊』(SOLGER(同人誌),2011) - 日本機動部隊の同人エキスパンション(マリアナ沖海戦)
- 『忍城の戦い』(ボードウォーク,2011,同人)
- 『織田鉄砲隊』: Epoch Wargame Electronics #9: Battle of Nagashino (エポック , 198x)
- 『織田信長』(バンダイifシリーズ,198x)
- 『オデッサ攻防戦』(国通 - CMJ#50,2003)
- 『オデッサ攻防戦』(同人ゲーム,2011,ルーデンス・ファベル)
- 『オットー&ハーマン』(同人,2011) - 独ソ戦時のドイツ軍下級将校になって戦うカードゲーム
- 『鬼ノ城の戦い 桃太郎伝説(1)【岡山編】』(ボードウォーク(同人委託),2012) - 桃太郎伝説を作戦レベルでシミュレート
- 『オーバーロード作戦』(HJ - タクテクスNo.16,198x)
- 『オペレーション・オクトーバー・タイフーン』(ツクダホビー,198x)
- 『オレンジのなる頃に』(同人ゲーム,2012,篠原史也) - 『アジアン・フリート』用の同人アップデイトルール&シナリオ、追加シナリオキット

## か
- 『ガイアース英雄伝』: Guiearth Saga (HJ - タクテクス#66,1989)
- 『怪獣戦略』(翔企画 - シミュレーター#12,198x)
- 『海上護衛戦』（アドテクノス）
- 『海底からの一撃』(国通 - コマンド・エトセトラ,2009)
- 『甲裴の虎』(ツクダホビー,198x)
- 『外惑星動乱記』(SOLGER(同人),2012)
- 『カウペンズの戦い』 (HJ - タクテクス#7,1983) - ギルフォード・コートハウスの戦い（GDW）ヴァリアント
- 『カ号作戦』(同人ゲーム,2012) - 『宇宙戦艦ヤマト2199』の戦術級ゲーム。第一次&第二次火星海戦(カ号作戦)、フォボス沖会戦、浮遊大陸の戦いの4シナリオ。
- 『風の谷のナウシカ』 ( ツクダホビー , 198x )
- 『ガダルカナル戦記』(国通 - 自費出版)
- 『神々の戦い』:Armageddon (エポック,1986)
- 『樺太1945 : Sakhalin 1945』(Six angles - シックス・アングルス#3,1995)
- 『彼らは来た』(盆栽ゲームズ(同人),2013) - 宇宙戦艦ヤマト2199第6章
- 『河井継之助―最後の賭け―』(国通 - CMJ#61, 2005)
- 『河越合戦 北条氏康の賭け』(国通 - CMJ#104,2012) - 厳島の戦い同梱
- 『川中島合戦』: Epoch Wargame Electronics #5: The Battle of Kanawajima (エポック , 198x)
- 『川中島軍記』(国通 - ウォーゲーム日本史#5,2010)
- 『眼下の敵:ENEMY BELOW』(ツクダホビー,198x)
- 『ガンダム戦史』 (ツクダホビー,198x) - 機動戦士ガンダム,Ζガンダム,ΖΖガンダム
- 『カーン攻防戦』(HJ - 季刊タクテクス#5,1991)
- 『カーンの逆襲 : STAR TREK II』 (ツクダホビー,198x)
- 『関東制圧』 (ツクダホビー,198x) - 武州松山城包囲戦

## き
- 『騎士十字章』（エポック,198x）
- 『北アフリカ戦線』(SLGamer Vol.4,ボードウォーク(同人委託),201x:SLGamer Re:inforcement Vol.1,ボードウォーク(同人委託)2013『バルジ大決戦』同梱)
- 『機動戦士ガンダム』（ツクダ,198x）
- 『機動戦士ガンダム』 (バンダイifシリーズ,198x)
- 『機動戦士ガンダム シミュレーションゲーム』（ツクダ）
- 『魏武三国志』(シミュレーションジャーナル - GJ#20,2006)
- 『九州三国志』(ツクダホビー,198x)
- 『九七式中戦車』(ツクダホビー,198x)
- 『清州会議』(ルーデンス・ファベル(同人),2013)
- 『巨神ゴーグ』 (ツクダホビー , 198x )
- 『競争試作』(シミュレーションジャーナル - 旧GJ#64)
- 『清盛軍記 保元・平治の乱』(国通 - ウォーゲーム日本史#12,2011)
- 『銀河群雄伝説1ラインハルト上洛（第2版）』(TUBG(同人誌),2007) - 「神々の黄昏」「マル・アデッタ」「救国軍事会議」「反乱」
- 『銀河群雄伝説2辺境制圧』(TUBG(同人誌),2007) - 「帝国領侵攻」「リップシュタット」「アムリッツァ」、前作と連結する「キルヒアイスが生きていたならば...」「叛乱軍・賊軍同盟」
- 『銀河群雄伝説III（独断流ヘルベルト）』(TURB(同人誌),2007) - 銀河群雄伝説I（ラインハルト上洛）のエキスパンション
- 『銀河英雄伝説外伝』(TSS(同人誌),201) - 銀英伝エキスパンション「第三次ティアマト会戦」「第四次ティアマト会戦」
- 『銀河英雄伝説外伝II』(TSS(同人誌),201) - 銀英伝エキスパンション「ヴァンフリート星域会戦」「第六次イゼルローン要塞攻略戦」
- 『銀河英雄伝説 帝国の進撃』(徳間書店,198x) - ミルボーンタイプのカードゲーム
- 『銀河英雄伝説双頭の蛇～ランテマリオの決戦！～』(TSS(同人誌),2007)
- 『銀河英雄伝説白兵戦記』(TUBG(同人誌),200x)
- 『銀河大戦記』(HJ,1989)
- 『銀河帝国の興亡』 : The Rise and Fall of the Galactic Empire（エポック, 1988）
- 『銀河のチェスゲーム』～英雄的な歴史～(SOLGER(同人誌),2007,AMI)
- 『銀河風雲録』(TUBG(同人誌),201) - 戦国群雄伝のルールで銀河英雄伝説(アムリッツァ、リップシュタット、ラグナロック)
- 『銀河連合』(TUBG(同人誌),2008,風間祐一) - トワイライトインペリウム

## く
- 『グインサーガ』 (ツクダホビー , 198x )
- 『空戦マッハの戦い2』:Super Tomcat（HJ,1985) - Air War (AH)の追加データとシナリオ
- 『草燃える』(シミュレーションジャーナル - 旧GJ#57)
- 『クメン内乱』: CIVIL WAR(ツクダホビー,198x) - 装甲騎兵ボトムズ
- 『クライスト装甲集団: Panzer gruppe Kleist』(HJ - タクテクス#29,186) - Panzer Gruppe Guderianのシステムを流用
- 『グランアタック』: (ツクダホビー,198x) - 聖戦士ダンバイン
- 『グランドフリート』(シミュレーションジャーナル - 旧GJ#50)
- 『グリーン ノア』:GREEN NOA 1 (ツクダホビー,198x)
- 『グリプス戦役』 (TDF,2013) - 機動戦士Ζガンダム、機動戦士ΖΖガンダム,戦略級
- 『クリムゾンスターロード』(SOLGER(同人),2009)
- 『クリンゴン帝国の逆襲 : STAR TREK』 (ツクダホビー,198x)
- 『グルンヴァルト1410』(国通-CMJ#34,2000) - Grunwald 1410 (XTR - Command magazine#52,1999)
- 『黒騎士物語』(翔企画 - シミュレーター#13,198x)
- 『クロスファイト』 : CROSS FIGHT (ツクダホビー , 198x ) - 機動戦士ガンダム
- 『群雄割拠』(国通-季刊ウォーゲーム日本史#22,2014)

## け
- 『激戦！ア・バオア・クー : FORTRESS』 ( ツクダホビー , 198x ) - HG-002
- 『決戦ガダルカナル』(翔企画,198x;シミュレーションジャーナル - GJ#3,2002)
- 『決戦関ヶ原』: Epoch Wargame Electronics #3 : The Battle of Sekigahara (エポック , 198x)
- 『決戦壇ノ浦』 : Epoch Wargame Electronics #11: Battle of Dannoura (エポック ,198x )
- 『決戦連合艦隊』(国通,2014) - エポック社『シミュレーション入門 2』収録の『決戦連合艦隊』改定版
- 『ゲームデザイナーの野望』(光栄,1992) - カードゲーム
- 『撃墜王:(ツクダホビー,1984)
- 『激闘硫黄島』(シミュレーションジャーナル - GJ#16,2005) - Iwo Jima: Rage Against the Marines(MMP,2008) - 2008年チャールズロバーツ賞(ベスト雑誌付録作品)
- 『激闘!川中島』(国通-ウォーゲームハンドブック2013,2013) - 同時収録は、『激闘!ロンメル軍団』
- 『激闘！キエフ奪回作戦』(シミュレーションジャーナル - GJ#9,2003)
- 『激闘！グデーリアン装甲軍』(シミュレーションジャーナル - GJ#35,2010)
- 『激闘!スターリングラード電撃戦』(シミュレーションジャーナル-GJ#47,2013) - 訂正ユニット(GJ#49,2013)
- 『激闘・関ヶ原』 (ツクダホビー,198x)
- 『激闘 田原坂』(HJ-季刊タクテクス#3,1991)
- 『激闘マンシュタイン軍集団』(シミュレーションジャーナル - GJ#4,2002) - A Victory Lost(MMP,2006) 2006年チャールズロバーツ賞(WW2部門 ベストグラフィック部門) ジェームズ・F・ダニガン賞 2007年国際ゲーマーズ賞「歴史シミュレーションゲーム部門」
- 『激突南太平洋』(国通-コマンド・タクティカル・コンバット・シリーズ#3,2014) - 『シミュレーション入門 2』+艦隊戦ルール追加
- 『激闘!レニングラード電撃戦』(シミュレーションジャーナル - ゲームジャーナル#49,2014)
- 『激闘!ロンメル軍団』(国通-ウォーゲームハンドブック2013,2013) - 同時収録は、『激闘!川中島』
- 『激突！バルジ突破作戦～第三帝国の逆襲～Reich Stricks Back』 (シミュレーションジャーナル - GJ#29,2008)
- 血戰古寧頭：金門大戰1949:800 Heroes: Defense of Sihang Warehouse ( Formosa Force Games - 戰棋#1,2009) - 『血戰古寧頭：金門大戰1949』(a-gameshop , 2010)
- 『決戰薩爾滸1619』 : Strike on Sarhu 1619 (Formosa Force Games - 戰棋#3 , 2010) - 『サルフの戦い』(a-gameshop , 2010)
- 『決戦！川中島』(新人物往来社-歴史読本#昭和63年5月号,1988)
- 『ゲティズバーグの戦い: Gettysburg 1863』(Six angles - シックス・アングルス#6,1996)
- 『建艦競争』(シミュレーションジャーナル - 旧GJ#61)
- 『元亀争乱 ～ソリティア信長包囲網～』(国通-ウォーゲーム日本史#18,2013) - ヴァリアント武将(国通-ウォーゲーム日本史#19,2013)
- 『遣唐使の戦い』(翔企画、198x、新シミュレーター3;国通-ウォーゲーム日本史#19,2013)
- 『謙信上洛』(ツクダホビー,198x)
- 『源平合戦』(バンダイifシリーズ,198x) - マルチゲーム
- 『源平合戦─寿永の乱─』(国通 - ウォーゲーム日本史#10,2011)
- 『源平闘札』(ボードウォーク(同人委託,OKAZU brand),2012)

## こ
- 『コア3』（ツクダホビー,198x）
- 『甲越軍記』(シミュレーションジャーナル - GJ#8,2003)
- 『劉邦と項羽』(シミュレーションジャーナル - GJ#18,2006)
- 『航空母艦』(ツクダホビー,198x)
- 『皇帝ナポレオン』(翔企画,198x)
- 『光武戦記』(TUBG(同人),2011) [20]
- 『孔明北伐』(シミュレーションジャーナル - GJ#6,2003)
- 『五虎三国志』（翔企画,198x)
- 『五虎三国志2』（翔企画,198x;シミュレーションジャーナル - GJ#6,2003)
- 『ゴジラ対地球防衛軍』(天下布武,19??)
- 『コブラ作戦&エプソム作戦』(天津老師(同人) - SLGamer#10,2013)
- コンバインド・アームズ』:COMBINED ARMS (ツクダホビー,198x)

## さ
- 『最前線』(バンダイifシリーズ,198x) - 第二次世界大戦の西部戦線での戦術級歩兵戦闘ゲーム
- 『サイド1』 : SIDE ONE ( ツクダホビー , 198x ) - 機動戦士ガンダムΖΖ
- 『サイクロプス・アタック』:CYCLOPS ATTACK (ツクダ,198x） - 機動戦士ガンダムから0080まで
- 『西国の雄』: (ツクダホビー,198x) - 毛利元就の中国地方攻略を扱う
- 『最後のサムライ 西南戦争』(国通 - ウォーゲーム日本史#13,2012)
- 『砂漠の嵐作戦』 (天下布武 , 198x)
- 『砂漠の狐 :Desert Fox』 (エポック , 1981 )
- 『真田軍記～決戦！大坂の陣～』(シミュレーションジャーナル - GJ#36,2010)
- 『サボイバル』(HJ,タクテクス#9,198x) - プレイには、『アイアン・ボトム・サウンド』(HJ)が必要
- 『サレルノ攻防戦』(HJ,タクテクス#18,198x)
- 『珊瑚海海戦』:BATTLE OF THE CORAL SEA (ツクダホビー,198x)
- 『珊瑚海キャンペーン』(国通 - CMJ#114,2014)
- 『三国志』(バンダイifシリーズ,198x) - マルチゲーム
- 『三国志英雄伝』(翔企画,198x) - カードゲーム
- 『三国志演義』(エポック,198x)
- 『三国志演義』: Sangokushi Engi (翔企画, 198x ; エポック , 1986)
- 『三国志演義エキスパンションキット』 : Sangokushi Engi Expansion Kit(エポック,1987)
- 『三国志演義II』: Romance of the Three Kingdoms 2 (エポック , 1991)
- 『三国盛衰記 第二版』(TDF(同人) , 2013) - マルチプレイヤーズボードゲーム
- 『三国志天下三分の計～にょた！』(a-games) - カードゲーム
- 『三国志覇王』(翔企画,198x) - カードゲーム
- 『三國戰記 190-280』(Formosa Force Games - 戰棋#7,2011) - ( a-gameshop , 2011)
- 『三国ファイト 第2版』(TDF,2013)
- 『三十年戦史』 (国通 - ダブルチャージ第4号,2004(マップのみ) ;CMJ#59(武将ユニットと支配マーカー);CMJ#63,2005(ユニットのみ) - 戦力マーカーは他ゲームのマーカー代用か自作

## し
- 『シーレーン防衛戦』(翔企画,1989）-ソ連が三海峡(対馬・津軽・宗谷)を突破し太平洋進出を目指す現代海戦仮想戦
- 『司政官』 (ツクダホビー , 198x )
- 『ジェダイの復讐』 : ENDOR (ツクダホビー , 198x ) - STAR WARS 6
- 『ジェットファイター』: JET FIGHTER(ツクダホビー,198x)
- 『ジェネシスクライマー』(ツクダホビー , 198x ) - 機甲創世記モスピーダ
- 『シェルブール攻防戦』(HJ,タクテクス#2,1981)
- 『志士の時代 幕末ボードゲーム』(国通 - ウォーゲーム日本史#8,2010)
- 『史上最大の作戦』: D-Day: Normandy 1944 (エポック,1982 ; sunset ,2000)
- 『史上最大の作戦』: Epoch Wargame Electronics #6 : D-Day (エポック , 198x)
- 『史上最大の侵略 第3版』(TDF(同人),2013) - ウルトラセブン(TV版)戦略級シミュレーションゲーム
- 『賤ヶ岳戦役』 :Shizugatake Campaign (シミュレーションジャーナル - GJ#38,2011)
- 『賤ヶ岳の戦い』(同人,2012,ルーデンス・ファベル)
- 『死中活有』(盆栽ゲームズ(同人),2013) - 宇宙戦艦ヤマト2199第五章
- 『シティファイト : Macross : City Fight』 (ツクダホビー , 198x ) - 超時空要塞マクロス
- 『死闘のタラワ 〜Bloody Atoll of TARAWA〜』(チクタクトゥゲームズ-WARGAME:Tic-Tac-ToeVol.1『死闘のタラワ 〜Bloody Atoll of TARAWA〜』(同人誌),2011)
- 『シミュレーション・グランプリ'88』(大日本絵画-ゲームグラフィックス#16,1988)
- 『シミュレーション入門1』(エポック,1985) - 収録作品は、「タンクス」・「天下統一」・「バルジ大作戦」
- 『シミュレーション入門2』(エポック,198x) - 収録作品は、『決戦連合艦隊』[21]・『F-16 Fighting Falcon:ファイティングファルコン』[22]・『激突南太平洋』[23]
- 『シーレーン防衛戦』:決闘!海上自衛隊(翔企画,198x)
- 『シーレーン』: SEA LANE(ツクダホビー,198x)
- 『シルクロード』 :Silk Road (ツクダホビー, 198x)
- 『ジャブロー戦役 :JABRO』 (ツクダホビー,1981;メガハウス,2011)
- 『シャングリラ』:SIDE ONE (ツクダホビー, 1986) - HG-054
- 『上陸作戦』(ツクダホビー,198x)
- 『捷1号作戦』(シミュレーションジャーナル - GJ#11,2004)
- 『常徳殲滅作戦』:The Battle of Changde: Operation(国通-CMJ#111,2013) - 常徳殲滅作戦
- 『諸行無常』(同人ゲーム,2012,ルーデンス・ファベル) - 壇ノ浦の合戦
- 『諸国民の戦い』(シミュレーションジャーナル - 旧GJ#62)
- 『春秋戦国』(シミュレーションジャーナル - GJ#28,2008)
- 衡陽風暴1944 Storm over Hengyang 1944  ( Formosa Force Games - 戰棋# 6, 2010 ) - 『衡陽風暴1944 Storm over Hengyang 1944』 (a-gameshop , 2010)
- 『植民地戦争』(植民地戦争＋α(同人誌),2011)
- 『親衛隊』(バンダイifシリーズ,198x) - 1500シリーズ
- 『辛亥革命』:the 1911 Revolution of China (TwoPlus Games,2011) - 『辛亥革命』(国通- a-gameshop,2012)
- 『シンガポール陥落』(国通 - CMJ#77, 2007)
- 『進撃の大海人:壬申の乱』(国通-ウォーゲーム日本史#19,2013)
- 『信玄最後の戦い(国通 - CMJ#36,2001)
- 『信玄上洛』(ツクダホビー,198x) -『信玄最後の戦い』(国通 - CMJ#36,2001)の元になったゲーム
- 『信玄上洛─武田の御旗を打ち立てよ─』(サイフォン,2012) - ソロ(一人)プレイ用ゲーム
- 『信玄vs謙信～川中島血戦～』(翔企画,198x)
- 『信州制圧』(国通 - CMJ#56,2004)
- 『真珠湾攻撃』:Epoch Wargame Electronics #10: Battle of Pearl Harbor (エポック ,198x )
- 『真珠湾攻撃カードゲーム』(ボードウォーク(同人委託),2012) - 黒猫理デザイン,カード63枚
- 『真珠湾強襲』(シミュレーションジャーナル - GJ#39,2011)
- 『壬申の乱 : 関ヶ原1332年』(同人,?)
- 『壬申の乱』(シミュレーションジャーナル - GJ#12,2004)
- 『新撰組』(バンダイifシリーズ,198x) - 2800シリーズ
- 『新選組始末記 ～鴨川血風録～』(国通 - ウォーゲーム日本史#1,2009)
- 『新・戦国大名』(国通 - ウォーゲーム日本史#2,2009)
- 『真・信長包囲網I第2版（Nobunaga has new hope.）』(TUBG(同人誌),2007) - 第1版ルール追加リニューアル
- 『真・バルバロッサ作戦』(シミュレーションジャーナル - GJ#1,2001)
- 『真本信長公記』(国通 - CMJ#69, 2006)

## す
- 『スヴェート』:Sweet (ツクダホビー,198x) - 重戦機エルガイム
- 『スカンジナビア』(翔企画 - シミュレーター#22,198x) - SSシリーズ「WW3」モジュール
- 『すごろく第3帝国』(翔企画 - Simulator#33,198x ;『SS第三帝国』国通 - CMJ#72,2006)
- 『スターリングラード』 STALINGRAD: EAST FRONT 1942 (エポック,1983;国通,2012)
- 『スターリングラード強襲』(シミュレーションジャーナル - GJ#19,2006)
- 『スターリングラード戦役』(シミュレーションジャーナル - 旧GJ#60)
- 『ストライク・イン・カオス』(大日本絵画 - ゲームグラフィックス#2,1986)
- 『スパイダーマン』: the AMAZING SPIDER-MAN(ツクダホビー,198x)
- 『スペースコブラ』（ツクダホビー , 198x ）
- 『スペースフォールド』 : SPACE FOLD ( ツクダホビー , 198x ) - 超時空要塞マクロス
- 『スペース・バーバリアン』:Space Barbarian (盆栽ゲームズ(同人)-2013) - アニメ「宇宙戦艦ヤマト2199」第11話の小マゼラン銀河での戦いを題材にしたゲーム。デザイン中黒 靖
- 『スモレンスク攻防戦』(国通 - CMJ#74,2007)

## せ
- 『世紀末覇者』(ツクダホビー,198x) - 北斗の拳
- 『星条旗よ永遠なれ』(同人誌 - Washingtons War解説本;a-gameshop扱い) - ゲームなし
- 『旌旗蔽空』（HJ - タクテクス#39,1987) - 三国志マルチ
- 『西部戦線異状なし』(シミュレーションジャーナル - GJ#30,2009)
- 『世界制服:Lovely Agents』(HJ,1990)
- 『関ヶ原』(バンダイifシリーズ,198x)
- 『関ヶ原』:The Battle of Sekigahara (エポック,1981;sunset,2000(完全版))
- 『関ヶ原総進撃』(さいたまゲームサークル(同人誌) - SLGamer #3,#4,2011) - デザイン:天津老師
- 『関ヶ原強襲』(シミュレーションジャーナル - GJ#17,2005)
- 『関ヶ原前哨戦』(さいたまゲームサークル(同人誌) - SLGamer #1,#4,2010) - デザイン:天津老師
- 『関ヶ原戦役』(国通 - ウォーゲーム日本史#3,2009)
- 『関ヶ原大作戦』(シミュレーションジャーナル - GJ#32,2009)
- 『ゼータの鼓動』（ツクダホビー,198x）
- 『ゼダンの門』:GATE OF ZEDAN (ツクダホビー , 198x ) - 機動戦士Ζガンダム
- 『尖閣を守れ!』(同人ゲーム,2012,ルーデンス・ファベル) -
- 『戦艦ビスマルクを撃沈せよ』(国通 - CMJ#19,1998) - Sink the Bismark (3W,1992)
- 『戦艦の戦いLite』(国通 - CMJ#43,2002)
- 『戦艦大和』（ツクダホビー,198x）
- 『戦艦大和をつくろう』(神聖平晋帝國(同人誌),2010) - 旧GJゲーム『大艦巨砲主義』システム
- 『戦国合戦絵巻』(アドテクノス,1986)
- 『戦国群雄伝説 銀河風雲録』:Axis and Allied(SOLGER(同人誌),2011) - 銀河英雄伝説の戦いを戦国群雄伝のシステムで再現
- 『戦国TITAN 関東制圧』(TUBG(同人誌),200x)
- 『戦国大名』: Feudal Lord (エポック,1983;sunset , 2005(完全版))
- 『戦国大名エキスパンションキット』 : Feudal Lord Expansion Kit （ エポック , 198x ）
- 『戦国大名カードゲーム ～くにとりっ!』(アークライト,2010)
- 『戦国大名カードゲーム ～くにとりっ！ 外伝 決戦萌ヶ原～』(アークライト,2011)
- 『戦国大名カードゲーム ～くにとりっ! 天下は萌えているか～』(アークライト,2011)
- 『戦国のいちばん長い日』（ツクダホビー,198x） - 戦国群雄伝シリーズ。日本全国規模で関ヶ原の戦いを扱う
- 『戦国覇者』(翔企画, 1989)
- 『戦国武将ゲーム』(タカトクトイス,1982)
- 『戦車狂想曲』(TSS(同人誌),2007) - オフセット印刷版
- 『戦車戦 : Tank Battles』(HJ,1983)
- 『戦車戦II : Tank Battles II』(HJ,198x)
- 『戦車道ボードゲーム ぱんつぁー・ふぉー!』(2014,国通)
- 『戦車道物語(戦車物語I)』(TDF,2013) - ガールズ&パンツァー
- 『戦闘メカ・ザブングル』 (ツクダホビー , 198x )
- 『戦略級銀英伝』(シミュレーションジャーナル - 旧GJ#40)
- 『戦略空軍』(HJ,1990)
- 『戦略級ジュットランド海戦』(平田晋策著作集刊行会(同人誌),2011)
- 『戦略級関ヶ原』(シミュレーションジャーナル - GJ#2,2002)
- 『戦略戦術』(バンダイifシリーズ,198x) - 架空戦
- 『戦略級白村江の戦い』(シミュレーションジャーナル - GJ#15,2005)

## そ
- 裝甲王牌魏特曼 Panzer Ace Wittmann  ( Formosa Force Games - 戰棋#4 , 2010 ) - 『裝甲王牌魏特曼 Panzer Ace Wittmann』 (a-gameshop , 2010) - ヴィレル・ボカージュの戦い(ノルマンディー上陸作戦)
- 『装甲擲弾兵』:Panzergrenadier (エポック,1983 ; 国通 - Command Best#4,2003)
- Coral Sea Solitaire(Decision Games-World at War#10,2010) - 『ソリティア珊瑚海海戦』(国通-CMJ#107,2012)
- 『それぞれの関ヶ原』(シミュレーションジャーナル - GJ#51,2014) - 武田遺領争奪戦争2in1
- 『ソロモン海域の激闘』(グループ乾坤一擲(同人誌),2010)
- 『ソロモン海戦』:MONOEYE MS空戦シリーズ(1)(SOLGER(同人誌),2011)
- 『ソロモン空母戦』(HJ - 季刊タクテクス#5,1991,伏見素行)
- 『ソロモン攻略戦』: NEW TYPE ( ツクダホビー , 1982 )
- 『ソロモンの闘い 2』(SOLGER(同人誌),2011) - 太平洋戦争中の米軍のガダルカナル島上陸から日本軍の転進までの戦い
- 『孫子』 : Sun Zhi（エポック,1984）

## た
- 『第1次世界大戦』: World War
- 『第一次世界大戦』(CMJ#72 2006)
- 『大海戦:Great Naval Battles』(HJ,1990)
- 『大海戦』
- 『タイガーI』: TIGER I（ツクダホビー）
- 『大海戦』(翔企画,198x)
- 『大航海時代』: CONQUISTADORS(ツクダホビー,198x)
- 『大艦巨砲主義1890-1945』(シミュレーションジャーナル - 旧GJ#39)
- 『第5師団』
- 『第三次世界大戦』(バンダイifシリーズ,198x) - 2800シリーズ
- 『第三帝国』
- 『第三帝国の興亡 〔THE RISE AND FALL OF THE THIRD REICH〕』(国通 - CMJ#101, 2011)
- 『三帝国の戦争経済』:ドイッチュラント・ウンターゲルト(HJ,タクテクス#7,198x;シミュレーションジャーナル - GJ#13,200x)
- 『大戦略TCG 日米露軍編スターター』(システムソフトアルファ,2001) - カードゲーム
- 『大祖国戦争』(国通 - コマンド・ザ・ベスト10 , 2008)
- 『大西洋戦争（Victory at Sea）』(CMJ#32,2000) ;国通 - Command Best#01,200x) - Victory at Sea (Jedko,1992)の改題再版
- 『ダイナモ作戦』(CMJ#52,2003)
- 『第二次ソロモン海海戦』(さいたまゲームサークル(同人誌) - SLGamer #9,2013)
- 『大日本帝国海軍』: IJN - Imperial Japanese Navy, 1941-45 (HJ,1982)
- 『第八空軍』～COMBAT WINGS～(ツクダホビー,198x)
- 『第七機甲師団』(アドテクノス,1987)
- 『第二次世界大戦』 (バンダイifシリーズ,198x) - 2800シリーズ
- 『第二次ラグナロック作戦』(TSS(同人),2009) - 銀河英雄伝説の戦役
- 『大日本帝国の盛衰』(シミュレーションジャーナル - 旧GJ#55,GJ別冊#2,2005) - Fire in the Sky(MMP,2005) 2005年度チャールズロバーツ賞WW2部門 「大日本帝国の盛衰」英語版
- 『太平記』:決戦楠木正成(翔企画,199x;シミュレーションジャーナル - 旧GJ63,199x;GJ別冊#,200x)
- 『太平洋艦隊: Pacific Fleet』(HJ,198x ; sunset,200x(完全版)) ）
- 台湾危機1950 Taiwan Strait Crisis 1950 ( Formosa Force Games - 戰棋# 5, 2010 ) - 『台湾危機1950 Taiwan Strait Crisis 1950』 (a-gameshop , 2010)
- 『大堡塁:ボロジノの戦い』(HJ - タクテクスNo.12,198x)
- 『太陽系絶対防衛戦』(SOLGER(同人),2007) - OVA「トップをねらえ!」vol5、地球帝国軍と宇宙怪獣の決戦
- 『ダガー・スラスツ』:DAGGER THRUSTS PATTON ＆ MONTGOMERY(国通,CMJ#98,2011)
- 『ダカール』: DAKAR(ツクダホビー,198x) - 機動戦士Ζガンダム
- 『武田遺領争奪戦争』(シミュレーションジャーナル - GJ#51,2014) - それぞれの関ヶ原 2in1
- 『武田盛衰記』 (ツクダホビー,198x)
- 『武田騎馬軍団』: Takeda Kiba Gundan Cavalry Corps of Takeda Clan (エポック , 1985)
- 『田原坂の激闘』(HJ,季刊タクテクス#3,198x)
- 『タンク・ハンター』(ホビージャパン)
- 『タンク・ハンター : Tank HUnter』(HJ,198x)
- 『タンク・バスター : Tank Buster』(HJ,198x)kakk
- 『タンクリーダー(西部戦線)：Western Front Tank Leader』(HJ,1988 ; WE,1987)

## ち
- 『地中海キャンペーン1940-43 : The Mediterranean Campaign』 (HJ,1987)
- 『張鼓峰1938』 (国通 - CMJ#82,2008,堀場亙)
- 『超人ロック』（ツクダホビー,198x）
- 『朝鮮戦争』: The Korean War (エポック,1984 ; sunset,2000(完全版),2012(ザ・コリアン・ウォー[24]))
- 『中央軍集団東へ』:Storn in the East(シミュレーションジャーナル - GJ#7,2003)
- 『長元記』[25] (同人, 200x)
- 『長州征伐』(同人(慶応大学HQ),198x)
- 『成吉思（チンギス）征西記』(国通 - CMJ#79, 2008)
- 『鎮西軍記』(SOLGER(同人),2007) - シナリオは、壮烈！高橋紹運（岩屋城攻防戦）,義久の野望（豊薩合戦）,匹夫の勇（戸次川合戦）,関白動座（九州征伐）。プレイには、九州三国志(ツクダホビー)のマップ、戦国群雄伝後期の基本ルール、群雄伝基本マーカー類が必要。

## つ
- 『通商破壊戦』:TRADE RIDER (ツクダホビー,198x )
- 『ツシマ』(CMJ#55,2004)

## て
- 『帝国領侵攻作戦』(SOLGER,2012) - 同盟軍の帝国領侵攻をシミュレート。
- 『帝国の逆襲』 ( ツクダホビー , 198x ) - STAR WARS 5
- 『ティターンズ』:TITANS ( ツクダホビー , 198x ) - 機動戦士Ζガンダム
- 『ティディス城塞』(ツクダホビー,198x) - 天空の城ラピュタ
- 『デス・スター: DETH STAR』 (ツクダホビー,198x)
- 『デスラー暗殺計画』(盆栽ゲームズ(同人),2013) - 宇宙戦艦ヤマト2199
- 『テムジンの戦い』(CMJ#79 2008)
- 『デロイア独立戦争』(SOLGER(同人),2009) - 太陽の牙ダグラム
- 『天下強奪』：関ヶ原を越えて(CMJ#78 2007)
- 『天下布武』(シミュレーションジャーナル - GJ別冊#5,2008)
- 『天空の城ラピュタ』 (ツクダホビー,198x)
- 『伝説巨神イデオン : IDEON』 ( ツクダホビー , 198x )

## と
- 『ドイツ国防軍:5回目の電撃戦』(国通 - (同人),200x)
- 『ドイツ戦車軍団』:Panzer Korps（エポック,1982 ;国通 - CMJ#47,2003 ; 国通 - ジャパン・ウォーゲーム・クラシックス3(JWC),2012) - 収録作は 『エル・アラメイン』 ・ 『ダンケルク』 ・『ハリコフ攻防戦』,JWC版には「コンパス作戦」追加。
- 『ドイツ装甲軍団』（国通 -CMJ#74,2007,2013(再版)）- 収録作は、『スモレンスク攻防戦』,『マーケットガーデン作戦』、再版は意匠変更『ガザラの戦い』追加
- 『ドイツ装甲師団長』（アドテクノス , 198x ）
- 『ドイツ装甲師団長2』(シミュレーションジャーナル - GJ#43,2012) - 『ドイツ装甲師団長』のルール改訂版,ヴァリアントルール&80ユニット追加(GJ#49,2013)
- 『ドイッチュラント・ウンターゲルト』(シミュレーションジャーナル - GJ#13,2004)
- 『東海遊侠伝』：次郎長三国志(国通 - CMJ#75 2007)
- 『東国争乱』(国通 - ウォーゲーム日本史#9.2011)
- 『東部戦線』Eastern Front（エポック,198x;国通 - Command Best#06,2005)
- 『東部戦線前進せよ!』（シミュレーションジャーナル - GJ#45,2012）
- 『東部戦線 冬季戦41～42』（アドテクノス(朝日出版社),1983;シミュレーションジャーナル - GJ#22,2007）
- 『東部戦線の崩壊 死闘!北方軍集団／ブダペスト'45』(国通 - Command Best#08,2006) - 『ブダペスト'45』（CMJ#13）&『死闘！北方軍集団』（国通 - CMJ#34）
- 『徳川家康』(バンダイifシリーズ,198x)
- 『独眼竜政宗』（ツクダホビー,198x)
- 『独ソ戦コレクション-2』( Six angles-シックス・アングルズ別冊#9,2013) - 『突撃レニングラード』,『突撃スターリングラード』
- 『独ソ電撃戦』 : Operation Barbarossa （エポック,1981;国通 - CMJ#57,2004）
- 『ドッグファイト』 (ツクダホビー , 198x) - 超時空要塞マクロス
- 『突撃ウラジオストック』(SOLGER,2012) - 日露戦争時のバルチック艦隊の極東回航と日本海海戦のカードゲーム
- 『突撃レニングラード』（HJ,198x）
- 『トップガン』: TOP GUN(ツクダホビー,198x)
- 『トブルク攻防戦─North Africa: 1942─』(さいたまゲームサークル(同人誌) - SLGamer #8,2012)
- 『ドラゴン・スレイヤー』（エポック）
- 『ドラゴンパニック』（ツクダホビー,198x）
- 『ドレイクの野望 第2版』（TDF,2013）- 聖戦士ダンバイン
- 『トロスト区奪還戦』（TDF,2013）- 進撃の巨人
- 『トロスト区防衛戦』（TDF,2013）- 進撃の巨人
- 『ドンキー・コマンド』（HJ,タクテクス#3,1981)[26]

## な
- 『長篠・設楽原合戦』(国通 - ウォーゲーム日本史#7,2010)
- 『ナポレオン帝国の崩壊』（アドテクノス）
- 『ナポレオン モスクワへ』（アドテクノス）
- 『南北戦争』(シミュレーションジャーナル - 旧GJ#60)

## に
- 『ニイタカヤマノボレ』（アドテクノス）
- 『日露戦争』(エポック,1981 ; 国通 - CMJ#40,2001 ; 国通 - ジャパン・ウォーゲーム・クラシックス(JWC),2010)
- 『日露大戦』(国通 - WARGAME HANDBOOK 2011,2011) - 同梱
- 『日露日本海の戦い』:JWAS(さいたまゲームサークル(同人) - SLGamer#5,2012) - デザイン:天津老師
- 『日清戦争』(シミュレーションジャーナル - GJ#21,2006)
- 『日本海海戦』(バンダイifシリーズ,198x)
- 『日本海決戦1905』(シミュレーションジャーナル - GJ#40,2011)
- 『日本海大海戦』:Epoch Wargame Electronics #1: The Battle In the Japan Sea (エポック , 198x)
- 『日本機動部隊』 : Japanese Task Force (エポック,1982;国通 - CMJ#10,1996,ジャパン・ウォーゲーム・クラシックス, 2010) - CMJ#15に「インド洋海戦」「ソロモン強襲」シナリオ追加、イギリス軍ユニット追加
- 『日本機動部隊2』(国通 - Command別冊#13)
- 『日本戦車物語(ノモンハンの戦い、戦車物語II)』(TDF,2013)
- 『日本防衛戦』(バンダイifシリーズ,198x) - 2800シリーズ
- 『日本の進撃:Malaya & Burma』(HJ,1984)
- 『日本列島沈没』(バンダイifシリーズ,198x)
- 『日本列島防衛戦』(バンダイifシリーズ,198x)
- 『二百三高地』(バンダイifシリーズ,198x)
- 『ニュータイプ』（ツクダ,198x）-
- 『ニューホンコンの戦い』:PSYCO-GUNDAM（ツクダ,1990）- 機動戦士Ζガンダム

## ね
- 『熱闘12球団ペナントレース』(HJ,198x)
- 『熱闘12球団ペナントレース86年版』(HJ,1987)

## の
- 『ノスフェラスの戦い』(SOLGER(同人),2009) - グイン・サーガ辺境篇を題材としたゲーム
- 『信長軍記』(国通 - ウォーゲーム日本史#11,2011)
- 『信長後継者戦争』(シミュレーションジャーナル-GJ#48,2013) - 4人プレイ用追加ユニット40個(GJ#49,2013)
- 『信長最大の危機』(シミュレーションジャーナル - 旧GJ#49,GJ別冊#4(2nd),2007) - A Most Dangerous Time: Japan in Chaos, 1570-1584 (MMP,2009) - 2010年チャールズロバーツ賞(ナポレオン以前部門)「The Most Dangerous Time（「信長最大の危機」英語版）」
- 『信長戦記』(シミュレーションジャーナル - GJ#23,2007)
- 『信長の賭け』(翔企画,198x)
- 『信長風雲禄』(ツクダホビー,198x)
- 『信長包囲戦』(シミュレーションジャーナル - GJ#14,2005)
- 『呪われた海』(HJ - タクテクス#77,199x)
- 『ノルマンディ上陸作戦』(アドテクノス,198x)

## は
- 『バイストン・ウェル』 : Byston Well ( ツクダホビー , 198x ) - 聖戦士ダンバイン
- 『バウツェンの戦い: The Battle of Bautzen: Napoleon vs. Wittgenstein, 20-21 May 1813』(アドテクノス,1987)
- 『パウルス第6軍:スターリングラード大包囲網 : Paulus 6th Army』(Six angles - シックス・アングルス#10 , 2005 ) - デザイナー： 山崎雅弘
- 『箱館戦争／箱館湾海戦』(国通 - ウォーゲーム日本史#6,2010)
- 『パシフィック・ヒート』(翔企画 - シミュレーター#22,198x) - 『北海道侵攻』追加ルール
- 『走れ！パットン』:Fighting General Patton（アド・テクノス,198x;シミュレーションジャーナル - GJ#5,2002) [27]
- 『奔れ！義弘』(TSS(同人),2009) - 島津義弘
- 『バーミリオン会戦』（ツクダホビー,198x）- 銀河英雄伝説
- 『バーミリオンの死闘』(TSS(同人),2009) - 銀河英雄伝説
- 『八王子城攻城戦』(国通-ウォーゲーム日本史#15,2012)
- 『パットン』 : PATTON（ツクダホビー,198x）
- 八百壯士：四行倉庫保衛戰800 Heroes: Defense of Sihang Warehouse  ( Formosa Force Games - 戰棋# 1, 2010 ) - (国通- a_game_shop , 2010)
- 『バトル・オブ・ブリテン』 : Battle of Britain (エポック,1986)
- 『バトル・フォー・スタンレー』（ツクダ）
- 『バラ戦争』
- 『ハリコフ・クルスク戦』: PANZER KEIL (ツクダホビー,198x)
- 『ハリコフ攻防戦』(さいたまゲームサークル,SLGamer vol.6(同人),2012) [28]
- 『ハリコフ大戦車戦 : Kharkov 1941-1943』(翔企画,1991;Six Angles - シックス・アングルス# 8 , 2003)
- 『バルキリー』:VALKYRIE（ツクダ,198x）
- 『バルキリーVSレギオス』(日立水戸ゲーム会(同人誌),2012)[29]
- 『バルジ大作戦』 : Battle of the Bulge (エポック1981;国通 - CMJ#23,1998 ;国通 - CMJ別冊#16,?)
- 『バルジ大作戦』（バンダイif,198x)
- 『バルジ大決戦』(同人誌 - SLGamer #2;a-gameshop扱い,SLGamer Re:inforcement Vol.1,ボードウォーク(同人誌委託),2013『北アフリカ戦線』同梱)
- 『バルジ大作戦』: Epoch Wargame Electronics #2: Battle of the Bulge (エポック , 198x)
- 『バルジの戦い』:The Battle of the BULGE（翔企画,198x ; 国通-CMJ#46,2002)
- 『春のめざめ作戦』:Fruehlingserwachen （HJ -TACTICS No.61,1988)
- 『ばるば★ろっさ』(アークライト,200x) - 萌え萌えバルバロッサ作戦 デッキ構築型カードゲーム
- 『バルバロッサ作戦』(シミュレーションジャーナル - 旧GJ#41,#44)
- 『バルバロッサ作戦』(国通-ウォーゲームハンドブック2014,2014) - 羽田智
- 『バルバロッサの場合』(HJ,タクテクス#65,1989;シックス・アングルズ-シックス・アングルズ#15[30],2012,山崎雅弘)[14]
- 『パワーベースボール』(エポック,1984)
- 『パワーベースボールエキスパンションキット』(エポック,?)
- 『ハンガリー戦役1944-45』 (国通-CMJ#100,2011)
- 『パンサー』 : PANTHER (ツクダホビー,198x)
- 『パンツァーカイル』:PANZER KEIL ハリコフ・クルスク戦Battle of Kharkov&Kursk1943（ツクダホビー,1985）- 独ソ戦
- 『パンツァーブレード』:PANZER BRADE 白い谷の攻防(ツクダホビー,198x) - 機甲界ガリアン
- 『戦車道ボードゲーム ぱんつぁー・ふぉー!』: PANZER VOR!(国通,2014)

## ひ
- 『悲劇の王冠』(HJ,タクテクス#4,1981)
- 『ヒストリーオブサムライ』:源平藤橘盛衰絵巻(シミュレーションジャーナル - GJ別冊#3,2005)
- 『秀吉軍記』 (ツクダホビー,198x)
- 『秀吉頂上決戦山崎の戦い&賤ヶ岳の戦い』 (シミュレーションジャーナル - GJ#26,2008)
- 『ヒトラー帝国の興亡』(翔企画,198x ; 国通 - Command Best#02,200x) - 後に『ヒトラー帝国の盛衰』(CMJ#26,1999)改題
- 『ヒトラー帝国の盛衰』(CMJ#26,1999) - 原題 : ヒトラー帝国の興亡 (翔企画,198x)
- 『ヒトラー電撃戦』(CMJ#80,2008;CMJ#81 2008 改定版マップ)
- 『秘宝の郷』(HJ,タクテクス#64,198x)
- 『ビルマ電撃戦』(国通,CMJ#94,2010)
- 『ビルマの落日』(シミュレーションジャーナル - GJ#16,2005)

## ふ
- 『ファイターボマー』: FIHTER BOMBER(ツクダホビー,198x)
- 『フィリッポス2世』(a-gameshop(同人委託),2014) - ピリッポス2世
- 『フィリピン攻略戦』(ボードウォーク(同人委託,『このシミュゲがすごい!2012年版』),2012) - 中黒靖デザイン
- 『ファイティング・ダンジョン』(国通 - RPGamer#10,2005) - 『アボルダージュ』と共通性のあるルールで、連結もできる
- 『ファクトリー』 : FACTORY ( ツクダホビー , 198x ) - 超時空世紀オーガス
- 『風雲児将門』(翔企画 - シミュレーター#14,198x)
- 『風林火山』(バンダイifシリーズ,198x)
- 『ブーゲンビル・キャンペーン』(ボードウォーク(同人委託) - このシミュゲがすごい!2013年版,2013) - ブーゲンビル島の戦い,デザイン:中黒靖
- 『ブダペスト救出作戦』（HJ,198x）
- 『ブノット・ヤコブ橋』(HJ - タクテクス#4,1981) - 第四次中東戦争のミニゲーム
- 『フライング・タイガース』(国通 - CMJ#94,2010)
- 『フランス電撃戦』(シミュレーションジャーナル - 旧GJ#54)
- 『フリートバトルズ』（HJ,198x）
- 『ブリュンヒルト』(ツクダホビー,198x) - 銀河英雄伝説
- 『ブルーゲイル』: BLUE GALE(ツクダホビー,198x) - 戦闘メカ ザブングル
- 『ブルランの戦い』
- 『プロッターズシティウド: PLOTTERS CITY WOODO』（タカラ、1983年11月）
- 『プロホロフカ戦車戦』(HJ - タクテクス#16,198x) - 戦車戦(HJ)の西部戦線モジュール
- 『ザ プロレス』 (ツクダホビー,198x)
- 『プロ野球SLG』
- 『文禄朝鮮の役』(シミュレーションジャーナル - GJ#31,2009)
- 『文禄の役』:～秀吉最大の敗北～(CMJ#69 2006)

## へ
- 『ベアズ・クロウ』:Bear's Claw( Six angles - シックス・アングルス# 14 , 2012 ) - 「キエフ＝ウマーニ」,「スモレンスク」の2作品収録(バルバロッサ作戦)
- 『平治の乱』(ボードウォーク,2011,ルーデンス・ファベル
- 『ベトナム戦争』(翔企画,198x) - ゲームデザイン：佐藤大輔;パッケージイラスト：小林源文
- 『ヘリボーン・タクティクス』（アド・テクノス）
- 『ベルリン市街戦』(CMJ#79 2008)
- 『ヘビーメタル』 : Heavymetal ( ツクダホビー , 198x ) - 重戦機エルガイム
- 『ベルリン総進撃』(CMJ#39,2001)

## ほ
- 『防空戦シリーズスペシャルパック』(グループ乾坤一擲(同人誌),2010) - 日本本土防空戦弐式＋ドイツ本土防空戦＋ナハトイェーガーII
- 『(某)三国志』(ボードウォーク(同人委託),2013) - エリアマップとカードを使う最大9人まで参加できるゲーム
- 『奉天会戦:Battle for Mukden』(国通 - CMJ#16,1997)
- 『奉天決戦1905』(シミュレーションジャーナル - GJ#40,2011)
- 『謀略級三国志』(シミュレーションジャーナル - GJ#25,2007)
- 『北緯73度線』(翔企画-新シミュレーター4号,198x) - バレンツ海戦
- 『北緯73度』(国通-CMJ#88,2009)
- 『北斗の拳』(ツクダホビー,198x) - カードゲーム
- 『北斗の拳 対決牙一族』（ツクダホビー,198x）
- 『北部方面隊』(アドテクノス,198x) - SDF-02(佐藤大輔デザイン)
- 『保元の乱』(ボードウォーク,2011,ルーデンス・ファベル)
- 『保元・平治の乱 清盛軍記』(国通 - ウォーゲーム日本史#12,2012)
- 『戊辰戦争』(シミュレーションジャーナル - 旧GJ#53)
- 『北海道共和国』（アド・テクノス,1986） - 箱館戦争を題材とした仮想戦
- 『北海道侵攻』(翔企画、198x)
- 『北海道戦争』(国通 - CMJ#50,2003)
- 『ボトムズシミュレーションゲーム』(タカラ-デュアルマガジン#9,1984) - 装甲騎兵ボトムズ・クエント編のAT砂漠戦闘
- 『ホワイトベース : WHITE BASE』 (ツクダホビー,198x) - 機動戦士ガンダム
- 『本能寺への道』:The Road to Honnoji 1576-84 (シミュレーションジャーナル - GJ#15,2005)

## ま
- 『マーケットガーデン作戦』(国通 - CMJ#74, 2007) - 中黒靖デザイン
- 『将門記～承平天慶坂東大乱～』(国通 - コマンド・エトセトラ,2005)
- 『政宗戦記』(TSS(同人),2009)
- マッカーサー、もう一つの賭け──福州 ( CMJ特別復刻版#1,2011) - ヴァリアント・ゲーム
- 『マーケットガーデン作戦』:Operation Market Garden(HJ,1982)
- 『マーフィ・パイレーツ』 (ツクダホビー,198x) - クラッシャージョウ
- 『幻の八八艦隊』（アド・テクノス,198x;）
- 『幻のレイテ湾海戦』(シミュレーションジャーナル - GJ#11,2004)
- 『マチルダ』: MATILDA(ツクダホビー,198x)
- 『魔法帝国の興亡』: The Rise and Fall of the Magic Empire(エポック , 1989)
- 『マル・アデッタ星域会戦』(TSS(同人),2009) - 銀河英雄伝説の戦役
- 『マレー沖1941』（HJ,タクテクス#21,198x)
- 『マレー電撃戦』: Malay Campaign (エポック , 1984) - マレー電撃戦(国際通信社,JWC, 2018.9.30)

## み
- 『三方原合戦』(国通 -ウォーゲーム日本史#20,2014) - ゲームシステムは、同7号「長篠・設楽原合戦」と同じ。
- 『ミッドウェー沖海戦』: Epoch Wargame Electronics #8: Battle of the Midway (エポック , 198x)
- 『ミッドウェー海戦』: OPERATION "MI"(ツクダホビー,198x)
- 『ミッドウェイ空母戦』: MIDWAY (翔企画,198x)
- 『ミッドウェイキャンペーン』
- 『南太平洋海戦』: SANTA CRUZ(ツクダホビー,198x)
- 『ミュッケンベルガーの迎撃』(SOLGER,2012) - 銀河英雄伝説をテーマにした帝国領侵攻作戦の仮想戦エキスパンション。帝国軍の(ラインハルト・フォン・ローエングラムに成り代わって帝国貴族将官が戦うミュッケンベルガーの迎撃と、第三次ティアマト会戦で自由惑星同盟ウィレム・ホーランド中将が戦死しない仮想戦勇将ホーランドの帰還の2本。

## め
- 『明治維新』（翔企画,198x）
- 『明治残侠伝双六』](CMJ#75 2007)
- 『メガゾーン23』(ツクダホビー,198x)
- 『めぞん一刻恋のルーレット』(ツクダホビー,198x)
- 『メタルアーマー』
- 『メタルブラッド』(大日本絵画 - ゲームグラフィックス#20,1989)
- 『メックウォー : Mech War '90』(HJ,1986)
- 『メ弐号作戦』(同人ゲーム,2012) - 『宇宙戦艦ヤマト2199』の戦術級ゲーム。ガミラス帝国軍の冥王星(プラード)基地守備隊を指揮し、テロン方面から侵攻してくる宇宙戦艦ヤマトを迎撃するゲーム。1-2人用。

## も
- 『燃えよ！ 姉川の戦い』(シミュレーションジャーナル - GJ#34,2010)
- 『目標！アーンエム！！』(シミュレーションジャーナル - 旧GJ#43)
- 『モスクワ'41』(国通 - コマンドマガジン84号,2008)
- 『モスクワ攻防戦』 1941年10月～1942年1月: The Last Stand at Moscow (Six Angles - シックス・アングルズ#11 ,2008)
- 『モスクワ総進撃』(HJ,季刊タクテクス#7,198x)
- 『モスクワ大決戦』(ボードウォーク(同人委託),2012) -ハリコフ攻防戦同梱、共に天津老師デザイン
- 『モスクワ電撃戦』(翔企画,198x ; CMJ#75,2007)
- 『モスクワ冬将軍』
- 『モスラ対ゴジラ』(バンダイifシリーズ,198x)
- 『元親記』(TSS(同人),2009) - 長宗我部元親
- 『モンスの戦い』(国通,CMJ#86,2009)
- 『モンティが渡れ!と言っている橋があまりに遠すぎるんだが(略してアルンヘム!)』(盆栽ゲームズ(同人),このシミュゲがすごい! 2014年版,2014) - 中黒靖

## や
- 『八岐大蛇の逆襲』(大日本絵画 - ゲームグラフィックス#1,1986)

## ゆ
- 『幸村外伝』(ツクダホビー,198x)
- 『ゆけ！ 信長家臣団』(国通-ウォーゲーム日本史#14,2012)

## よ
- 『義経』(シミュレーションジャーナル - GJ#21,2006)

## ら
- 『ラヴェンナの戦い』(アドテクノス)
- 『ラウンドバーニアン』 : ROUND VERNIAN (ツクダホビー,198x) - 銀河漂流バイファム
- 『ラコックの陰謀』(TDF,2013) - 太陽の牙ダグラム戦略級シミュレーションゲーム
- 『ラグナロック』(ツクダホビー,198x) - 銀河英雄伝説
- 『ザ ラストギャンブル』（HJ, 1986）
- 『ラストファイト』 : LAST FIGHT ( ツクダホビー , 198x ) - 機動戦士ガンダム
- 『ラビッツ&ラッツ』（HJ,タクテクス#?,?)

## り
- 『リターン・トゥ・ヨーロッパ: RETURN TO EUROPE』(アドテクノス,1986) - レッドサン・ブラッククロスシリーズ
- 『リップシュタット戦役』(ツクダホビー,198x) - 銀河英雄伝説
- 『琉球の風』(同人ゲーム,2012,Trajan) - 「戦国群雄伝シリーズ」用の同人エキスパンション。プレイには、「秀吉軍記」以降のルールブック、チャート＆各種マーカーが必要
- 『竜虎三国志』(シミュレーションジャーナル - GJ#44,2012)
- 『竜の牙シャイアン』(大日本絵画 - ゲームグラフィックス#6,1987)
- 『竜の牙シャイアン2』(大日本絵画-ゲームグラフィックス#8,1987) - 『竜の牙シャイアン』のシナリオ
- 『旅順港強襲』(シミュレーションジャーナル - GJ#10,2004)

## る
- 『ルール・ザ・ワールド』(エポック社,198x)

## れ
- 『零戦』:Zero Fighter(バンダイifシリーズ,198x)
- 『レイテ湾強襲』(シミュレーションジャーナル - GJ#24,2007)
- 『レオパルドII』:LEOPARD II(ツクダホビー,198x)
- 『烈火三国志』(天下布武,198x)
- 『レッドサン・ブラッククロス』(アドテクノス,1985)
- 『レッドショルダー』 : RED SHOULDER (ツクダホビー,198x) - 装甲騎兵ボトムズ
- 『レッド・タイフーン』(CMJ#85,2009)
- 『レニングラード』(HJ,198x)
- 『連合艦隊』(バンダイ,198x) - 魚雷の射程が長いゲーム。
- 『聯合艦隊』: Fleet Battles (HJ,198x ; sunset,2004)
- 『連合艦隊II』（エポック)

## ろ
- 『ロシアンキャンペーン2』(国通 - コマンドマガジン日本版33号,199x)
- 『ローマを継ぐもの』(シミュレーションジャーナル - 旧GJ#56,?)
- 『ロンメル・アット・エル・アラメイン』(さいたまゲームサークル(同人) - SLGamer#4,2011) - デザイン:天津老師
- 『ロンメルアフリカ軍団』:～クルセーダー作戦・1941～(翔企画,198x;シミュレーションジャーナル - GJ#13,2004)
- 『ロンメル戦記』(HJ,季刊タクテクス#2,199x)
- 『ロンメル戦車軍団』: Epoch Wargame Electronics #12: Afrika Korps (エポック , 198x)

## わ
- 『わが青春のアルカディア』(バンダイifシリーズ,198x)
- 『ワーテルロー』(翔企画、198x)
- 『ワーテルローの会戦:The Sunset of Waterloo』 (シミュレーションジャーナル - GJ#41,2011,西川裕)
- 『ワールド・ウォー2:WW2』(翔企画、198x)
- 『ワールドタンクバトルズ』(国際通信社,2003)
- 『ワールドタンクバトルズ2』(国際通信社,2003)
- 『湾岸戦争:Gulf War』 (翔企画、1995)